# Föderalismus in der Schweiz
Der Föderalismus gehört zu den Grundpfeilern der schweizerischen Staatsordnung. Das föderalistische System ist aus drei Ebenen aufgebaut: Zuoberst steht der Bund, dann die Kantone und schliesslich die Gemeinden. Wie in einem Bundesstaat üblich werden die Staatsaufgaben auf die drei Staatsebenen aufgeteilt. Diese Aufgabenteilung beruht auf dem Prinzip der Subsidiarität: Eine Aufgabe darf nur dann von einer höheren Instanz übernommen werden, wenn sie die Kraft der unteren Stufe übersteigt. Im Idealfall führt das zu Gesetzen und Regelungen, die auf lokale Bedürfnisse zugeschnitten sind, was einerseits deren Akzeptanz erhöhen und anderseits eine fruchtbare Konkurrenz zwischen Kantonen und Gemeinden um niedrigere Steuern, effizientere öffentliche Verwaltung und andere Standortvorteile bewirken soll. Neben der Subsidiarität sieht die Bundesverfassung ein System der Einzelermächtigung vor. Der Bund übernimmt nur jene Aufgaben, die ihm von der Verfassung zugeschrieben werden; alle anderen kommen automatisch den Kantonen zu.

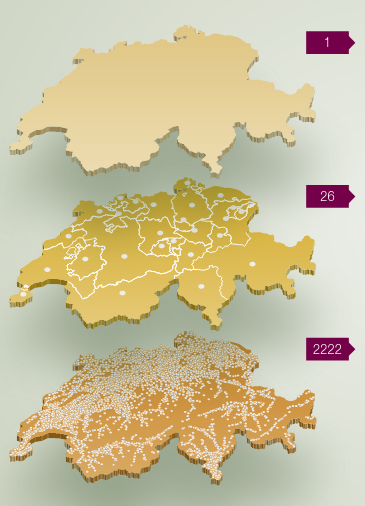
Die drei föderalen Ebenen: Bund – Kantone – Gemeinden (Die Anzahl der Gemeinden hat seit dieser Darstellung von 2018 wegen Zusammenschlüssen abgenommen.)

Der Schweizer Föderalismus ist durch die weitreichende Autonomie der Gliedstaaten (Kantone) geprägt. Die Kantone verfügen über voll ausgebaute staatliche Strukturen und damit über eigene politische Institutionen für die Exekutive (ausführende Gewalt), die Legislative (gesetzgebende Gewalt) und die Judikative (rechtsprechende Gewalt). Quantitativ ist es die wichtigste Aufgabe der Kantone, das Recht, das auf Bundesebene geschaffen wird, umzusetzen, wobei ihnen möglichst viel Freiheit eingeräumt werden soll. Die Autonomie existiert aber immer nur im Rahmen des Bundesrechts. Den Gemeinden kommt ebenfalls Autonomie zu, deren Ausprägung das kantonale Recht bestimmt.
Die Kantone verfügen über umfassende Mitwirkungsrechte auf Bundesebene: Bei jeder Änderung der Bundesverfassung haben die Kantone das Recht, ein Veto einzulegen; auf Bundesebene existiert ein Parlament aus zwei Kammern, deren eine die Kantone repräsentieren soll (Ständerat); sie können eine Standesinitiative oder ein Kantonsreferendum ergreifen; und sie wirken an der Rechtsetzung im Bund mit (Vernehmlassung). Die Verfassung geht von einer grundsätzlichen Gleichstellung der Kantone aus.
Ein Wesensmerkmal des Schweizer Föderalismus ist die intensive Zusammenarbeit innerhalb und zwischen den Staatsebenen. Sowohl die vertikale (Bund–Kantone, Kantone–Gemeinden) als auch die horizontale Kooperation (Kantone–Kantone, Gemeinden–Gemeinden) ist im internationalen Vergleich stark ausgeprägt. Dadurch versuchen die Kantone, dem Schwinden ihres Einflusses auf Bundesebene entgegenzuwirken.
Seit geraumer Zeit ist der Föderalismus mit verschiedenen Herausforderungen konfrontiert, weshalb er von Teilen der Lehre als das am stärksten gefährdete Strukturprinzip erachtet wird. Vor allem die schleichende Zentralisierung, also die zunehmende Übernahme von eigentlich kantonalen Aufgaben durch den Bund, stellt ein Problem dar. Mit dem Abschluss interkantonaler Konkordate versuchen die Kantone, dem entgegenzuwirken. Die Zentralisierung erfolgt aber nicht nur innerstaatlich. Immer häufiger werden die Politik und die Rechtsetzung auf eine neue, internationale Ebene verlagert, wodurch der Bund, der über umfassende Kompetenzen im Bereich der völkerrechtlichen Verträge verfügt, immer mehr Bereiche regelt.

## Der Föderalismus im politischen System der Schweiz
Der föderale Staatsaufbau bildet eines der Kernelemente des politischen Systems der Schweiz, er wird zum Teil sogar als das tragende und identitätsstiftende Element angesehen.
Die zentralen Funktionen des Föderalismus in der Schweiz werden mit den Phrasen «Einheit in der Vielfalt» (d. h. Vereinigung unterschiedlicher Völker und Regionen unter einer gemeinsamen Verfassung) und «Vielfalt in der Einheit» (d. h. Minderheitenschutz im demokratischen System) umschrieben. Minderheiten soll nicht nur das Recht auf Selbstverwaltung zugesichert, sondern es soll verhindert werden, dass sich Mehrheiten im Gesamtstaat über sie hinwegsetzen. Der Föderalismus dient ausserdem zur vertikalen Machthemmung und zur Stärkung der Demokratie, indem die Stimmberechtigten in den Gliedstaaten politisch partizipieren können; er führt zur bürgernahen Entscheidungsfindung und schafft dadurch höhere Legitimität für staatliches Handeln.
Der Föderalismus basiert auf der Anerkennung der Unterschiedlichkeit und der Eigenständigkeit der Kantone. Diese Anerkennung zeigt sich in der Verfassung, ist in Institutionen und im Parteiensystem festgeschrieben und wird in der politischen Kultur gelebt. Die Schweiz ist anders als Deutschland keine Kultur-, sondern eine Willensnation. Der Bundesstaat fusst auf dem Zusammenschluss heterogener Einheiten. Jede unilaterale Durchsetzungsstrategie wäre hier von vornherein zum Scheitern verurteilt gewesen. In Deutschland ist die Dezentralisierung und Autonomie der Gliedstaaten weniger wichtig, demgegenüber spielen die Integration und die Gleichheit der Lebensbedingungen eine grosse Rolle. Nach Dietmar Braun, Professor für Politikwissenschaft an der Universität Lausanne, «wählten [die Kantone] die Autonomie und Nicht-Zentralisierung zur Bewahrung ihrer Identität, während die Länder der Bundesrepublik die Strategie der Kontrolle und Teilhabe an bundespolitischen Entscheidungen voranstellten.»
Der Föderalismus ist als politische Struktur zum Schutz einer multikulturellen Gesellschaft zu verstehen. Historisch bedingt ist die kommunale und kantonale Verwurzelung in der Schweiz sehr stark – viel stärker als in Deutschland, da die Bundesländer «ja mehrheitlich politisch artifizielle Gebilde darstellen.»

## Historische Entwicklung

### Alte Eidgenossenschaft (1291–1798)
Die Schweizerische Eidgenossenschaft entstand im 14. bis 16. Jahrhundert durch den Zusammenschluss von Städten und Länderorten. Dieser Zusammenschluss war äusserst stabil, da die eingegangenen Bünde als unbefristet und unkündbar galten; zugleich war das Bündnis aber lose, da jeder Ort umfassende Selbstständigkeit beanspruchte. Ab 1353 bestand die Eidgenossenschaft aus acht, von 1513 bis zu ihrem Untergang 1798 aus dreizehn vollberechtigten Kantonen sowie aus einigen zugewandten Orten und gemeinen Herrschaften.
Obschon der Begriff selber nicht verwendet wurde, war das staatsrechtliche Denken der Eidgenossen genuin föderalistisch. Bis 1648 war die Schweiz in das Heilige Römische Reich eingegliedert, und die Kantone waren daher nur bedingt eigenständig. Erst mit dem Westfälischen Frieden erlangten sie ihre Souveränität. Die staatsrechtliche Einordnung der Schweiz zu dieser Zeit ist aber schwierig: Einerseits wurden die Dreizehn Alten Orte als souveräne Einheit angesehen (Corpus Helveticum), andererseits beanspruchten die einzelnen eidgenössischen Orte Souveränität. Während die Schweiz nach aussen ihre staatliche Eigenständigkeit erfolgreich behauptete und dabei durchaus geschlossen auftrat, wachten die eidgenössischen Orte im Inneren über ihre Freiheit und Unabhängigkeit. Die Eidgenossenschaft war somit nicht als Staatenbund anzusehen – dafür war die Bindung der Orte untereinander zu eng und ihr Auftreten zu geschlossen. Sie war aber auch nicht als Bundesstaat einzustufen, denn dazu pochten die Orte zu sehr auf ihre Souveränität.

### Das Ringen um die föderale Ordnung (1798–1848)

#### Helvetik und Mediation
Der Einfall der Franzosen 1798 beendete das Ancien Régime. Am 12. April 1798 trat die von Frankreich aufgezwungene Verfassung in Kraft, eine Adaptation der französischen Direktorialverfassung. So entstand die Helvetische Republik. Die Helvetische Verfassung machte aus der Alten Eidgenossenschaft einen nationalen Einheitsstaat, der auf den Prinzipien der Rechtsgleichheit, der Volkssouveränität und der Gewaltenteilung beruhte.
Die Debatte um den Föderalismus, die ihren Ursprung in den britischen Kolonien Nordamerikas hatte, war in den 1780er- und 1790er-Jahren auch in der Schweiz angekommen; mit der französischen Invasion nahm sie aber eine Wende. Während zuvor unter Föderalismus der engere Zusammenschluss der Orte und die Schaffung einer wirksamen Zentralgewalt verstanden wurde, war er um 1800 jene Bezeichnung für die politische Richtung, die den helvetischen Einheitsstaat bekämpfte. Die Bandbreite der Föderalisten war damals gross. Die Gemässigten befürworteten zum Beispiel die neu eingeführten Individualrechte. Es gab aber auch restaurative Kräfte, die die Helvetische Republik abschaffen und zum Ancien Régime zurückkehren wollten.
Nachdem 1802 die letzten französischen Truppen die Schweiz verlassen hatten, wurde die Helvetische Republik 1803 aufgelöst. Zur Eidgenossenschaft kamen die zugewandten Orte Graubünden und St. Gallen sowie die ehemaligen Untertanengebiete Aargau, Tessin, Thurgau und Waadt als eigenständige Kantone. Die folgende Zeit bis zum Wiener Kongress 1815 wird als Mediation bezeichnet. In der Mediationsakte, der Verfassung der Mediation, machte sich Napoléon einige Argumente der Föderalisten, seiner einstigen Gegner, zu eigen und kodifizierte sie in der Verfassung. Darauf gründet der schweizerische Föderalismusbegriff, der bis heute den Akzent auf eine möglichst dezentrale, örtlich verwurzelte Staatsstruktur und somit auf einen schwachen Zentralstaat setzt. Dem entgegen steht das angelsächsische Federalism, das die Integration der Gliedstaaten in den Bund in den Vordergrund rückt.

«Je mehr ich über die Beschaffenheit Eueres Landes nachgedacht habe, desto stärker ergab sich für mich aus der Verschiedenheit seiner Bestandtheile die Überzeugung der Unmöglichkeit, es einer Gleichförmigkeit zu unterwerfen; alles führt Euch zum Föderalismus hin. […] Wie wolltet Ihr eine Central-Regierung bilden? […] Schon einen tüchtigen Landammann zu finden, würde Euch schwer genug fallen. […] Ich [würde] mich für unfähig halten, die Schweizer zu regieren. Wäre der erste Landammann von Zürich, so wären die Berner unzufrieden; wählt Ihr einen Berner, so schimpfen die Zürcher. Wählt Ihr einen Protestanten, so widerstreben alle Katholiken, und so wieder umgekehrt.»

#### Restauration und Regeneration
Der Wiener Kongress brachte eine neue Ordnung in Europa. Die Vertreter der Heiligen Allianz wollten aus der Schweiz einen neutralen, militärisch gestärkten Pufferstaat zwischen den Grossmächten Frankreich und Österreich schaffen. Der Kongress bekräftigte die Integrität und Souveränität der 19 Schweizer Kantone. Die ehemaligen zugewandten Orte Wallis, Genf und das preussische Fürstentum Neuenburg wurden als Kantone der Schweiz angegliedert, was die Zahl der Kantone auf 22 erhöhte.
Mit dem Bundesvertrag von 1815 wurde das einheitsstaatliche Element noch weiter zurückgedrängt als schon in der Mediation. Während dieser sogenannten Restauration war die Schweiz – wie bereits während der Mediation – ein Staatenbund. Die Restauration hatte zur Folge, dass viele Kantone zu ihren alten Ordnungen zurückkehrten: Verfassungen wurden aufgehoben, die politischen Rechte der Bürger beschränkt und die Herrschaft des städtischen Patriziats wieder hergestellt. Ein vollständiger Rückgang zu den alten Zuständen vor der «Franzosenzeit» war jedoch nicht mehr möglich. Bereits Mitte der 1820er-Jahre erstarkten vielerorts erneut die liberalen Kräfte, und die konservativen Regierungen sahen sich zunehmender Kritik ausgesetzt.
Eine Verfassungs- und Föderalismusdiskussion setzte verstärkt erst wieder in der Regeneration der 1830er-Jahre ein, wobei die amerikanische Verfassung jetzt selbstverständlicher Gegenstand des politischen Diskurses wurde. In der Schweiz beabsichtigten besonders die Liberalen einen engeren Zusammenschluss der Stände. Sie strebten im Zuge der aufkommenden Industrialisierung einen gemeinsamen Wirtschaftsraum an und verlangten deshalb, dass Verkehrswege, Zölle und Masseinheiten einheitlich geregelt werden sollten.

### Geburtsstunde des Bundesstaates
Mit der Bundesverfassung von 1848 vollzog die Alte Eidgenossenschaft den Schritt von einem losen Staatenbund zu einem Bundesstaat. Der Bundesverfassung ging mit dem Sonderbundskrieg ein Bürgerkrieg voraus, bei dem sich die liberalen Kantone, die eine stärkere Zentralisierung anstrebten, gegen die katholisch-konservativen durchsetzten, die als Föderalisten die kantonale Souveränität verteidigten. Dennoch war die Bundesverfassung von 1848 kein Siegerdiktat, sondern ein Ausgleich zwischen zentralistischen und föderalen Bestrebungen, wobei die Eigenständigkeit und Unabhängigkeit der Kantone gewahrt wurde. Dieser föderalistische Verfassungskompromiss ermöglichte eine Abschwächung der Spannungen, die wegen des erst kurz zurückliegenden Bürgerkrieges noch schwelten.

«Art. 1. Die durch gegenwärtigen Bund vereinigten Völkerschaften der zwei und zwanzig souveränen Kantone [...].
Art. 2. Der Bund hat zum Zwek: Behauptung der Unabhängigkeit des Vaterlandes gegen Außen, Handhabung von Ruhe und Ordnung im Innern, Schuz der Freiheit und der Rechte der Eidgenossen und Beförderung ihrer gemeinsamen Wohlfahrt.
Art. 3. Die Kantone sind souverän, soweit ihre Souveränität nicht durch die Bundesverfassung beschränkt ist, und üben als solche alle Rechte aus, welche nicht der Bundesgewalt übertragen sind.»

Mit der Annahme der Bundesverfassung wurden Kompetenzen von den Kantonen an den Bund übertragen, zum Beispiel in der Aussenpolitik, beim Zoll-, Post- und Münzwesen, bei den Massen und Gewichten (auf der Basis des Konkordats von 1835) sowie beim Militär. Ebenso wurden die Binnenzölle, die zuvor zwischen den Kantonen existiert hatten, abgeschafft und die Aussenzölle vereinheitlicht. Die Unterschiede gegenüber der Zeit des Staatenbundes waren indes gering; die Schweiz war «extrem dezentralisiert». Die Kantone blieben quasi souveräne Körperschaften. Wegen des Prinzips der Einzelermächtigung mussten alle Bundeskompetenzen einzeln in der Verfassung stehen. Und selbst in jenen Bereichen, deren Regelung dem Bund oblag, war er nicht eigenständig. Das ist zum Teil auf die beschränkten Mittel zurückzuführen, denn dem Bund fehlte es an Personal und Strukturen, um die Aufgaben zu erfüllen. Deswegen gehen einige Historiker – namentlich Daniel Speich Chassé – so weit zu sagen, die Bundesverfassung von 1848 stelle gar nicht die oft behauptete Zäsur dar.
Viele Liberale erachteten die Bundesverfassung von 1848 als unzureichend. Sie monierten die übertriebene Kompromisshaftigkeit und die zu schwache Zentralmacht. Einige liberale Reformbemühungen, die wegen der Mehrheitsfindung 1848 zurückgestellt worden waren, flammten in den 1860er-Jahren wieder auf. Im Jahr 1866 strebte die Bundesversammlung die erste Verfassungsrevision an, um sowohl weitere Individualrechte zu garantieren als auch neue Bundeskompetenzen einzuführen. Acht der neun Vorlagen scheiterten allerdings entweder am Volks- oder am Ständemehr; eine Ausnahme bildete die Niederlassungsfreiheit der Juden (siehe Volksabstimmungen in der Schweiz 1866). Die verbreitete Ablehnung lässt sich darauf zurückführen, dass es noch kein fakultatives Referendum gab. Viele Bürger, vor allem in der Westschweiz, befürchteten deswegen, dass zu viel der Gesetzgebung überlassen werde, auf die man keinen Einfluss hatte.

### Totalrevision von 1874 bis zum Ersten Weltkrieg
Eine substantielle Zentralisierung brachte erst die Verfassungsrevision von 1874. Ein umfassender, weitreichender Vorschlag zu einer neuen Bundesverfassung kam schon 1872 zur Abstimmung, er wurde jedoch abgelehnt. Das Scheitern vieler liberal-radikaler Anliegen sowohl im Jahr 1866 als auch im Jahr 1872 führte dazu, dass ein unverändert grosser Reformwille bestand, sodass die Bundesversammlung noch im Dezember 1872 den Bundesrat beauftragte, eine Botschaft für eine Totalrevision der Bundesverfassung auszuarbeiten.
Anders als 1872 hatten die zentralistischen Kräfte das Momentum auf ihrer Seite. Dass das Erste Vatikanische Konzil 1870 die Lehre von der Unfehlbarkeit des Papstes zum Dogma erhob, führte zu immer schärferen Auseinandersetzungen zwischen dem Staat und der katholischen Kirche, dem Kulturkampf. Deshalb wechselten einige Kantone, die sich 1872 noch gegen die Vorlage ausgesprochen hatten, 1874 die Seite. Das Volk hatte zwei Jahre zuvor die Vorlage beinahe gutgeheissen (49,5 % Ja-Stimmen). Es galt, die konservativen Kantone zu überzeugen – was den Liberalen dann auch gelang. Am 19. April 1874 stimmten 63,2 Prozent der Stimmberechtigten und 15 Stände der neuen Verfassung zu. Unter anderem wurde das Heer in die Hände des Bundes gelegt, denn der Deutsch-Französische Krieg (1870–1871) hatte den Schweizern aufgezeigt, dass ihre zusammengewürfelte Streitmacht nicht fähig war, sich eines Aggressors zu erwehren. Überdies wurden das fakultative Gesetzesreferendum und die Grundlage für die zunehmende Rechtsvereinheitlichung geschaffen. Erst dieser Übergang von der repräsentativen zur direkten Demokratie nach 1874 ermöglichte die Aussöhnung mit dem konservativen Lager, das im Sonderbundskrieg unterlegen war und deshalb den Bundesstaat anfänglich abgelehnt hatte. Seither gilt die Bundesstaatlichkeit auch in den Augen der Konservativen als Garantin des Föderalismus.
Zwischen 1874 und 1891 wurden die Bundeskompetenzen sukzessive ausgebaut. In dieser Zeit nutzten vor allem die Katholisch-Konservativen aber auch das Veto-Potential des Referendums in den sogenannten Referendumsstürmen: Zwei Drittel der fakultativen Referenden waren erfolgreich (die Vorlage wurde abgelehnt) – und zwar überwiegend jene gegen Vorhaben, die zu einer stärkeren Zentralisierung geführt hätten. Deshalb musste die von den Radikalen und den Liberalen beherrschte Bundesversammlung die obstruktiven Katholisch-Konservativen einbinden, indem sie 1891 ihren führenden Kopf Josef Zemp in den Bundesrat wählte. Dadurch beruhigte sich die Situation. Danach wurde ein grosser Teil der Gesetzesvorhaben durchgewunken, und die Föderalisten vermochten der zunehmenden Zentralisierung, zum Beispiel der Eisenbahn, nicht Einhalt zu gebieten. Daher konsolidierte sich der Schweizer Bundesstaat in den darauffolgenden Jahren bis zum Ersten Weltkrieg.
In dieser von Prosperität und Fortschrittsglauben geprägten Zeit integrierte sich die Schweiz in die Weltwirtschaft. Aufgrund der Industrialisierung liessen sich immer mehr Aufgaben nicht innerhalb der Kantonsgrenzen erfüllen. Daher fielen neue Aufgaben in die Zuständigkeit des Bundes. Er erhielt das Notenbankmonopol, die Kompetenz zur Rechtsvereinheitlichung im Zivil- und im Strafrecht sowie die Zuständigkeit bei der Krankenversicherung. Diese Vorhaben konnten realisiert werden, da sich neu ein System der Konkordanzdemokratie in der Schweiz entwickelte, dank dem sich die Konservativen allmählich in den Bundesstaat integrierten. Das Majorzwahlsystem für den Nationalrat garantierte den Freisinnigen jedoch noch immer eine Übermacht, weshalb die anderen Gruppen weiterhin mit Initiativen und Referenden ihre Interessen verfochten.

### Kriege und Krisenzeit (1914–1945)
Die Zeit zwischen dem Ausbruch des Ersten und dem Ende des Zweiten Weltkriegs war von Kriegen, Wirtschafts- und Gesellschaftskrisen geprägt. Wenngleich die Schweiz nicht militärisch in die beiden Weltkriege involviert war, kam sie nicht unbeschadet davon. Betrachtet man den Föderalismus im Speziellen, ergeben sich zwei Teilphasen, die je 15 Jahre umfassen. In der Zeit von 1914 bis 1930 spielte der Föderalismus nur eine untergeordnete Rolle und fand im gesellschaftlichen Diskurs keine grosse Beachtung; der Fokus lag auf anderen Themen. Es gab Konflikte zwischen der West- und der Deutschschweiz, die in vielen Angelegenheiten divergierende Ansichten hatten. Auch führte die 1918 angenommene Initiative für eine Proporzwahl des Nationalrates zu einer Verschiebung der politischen Machtverhältnisse, nachdem bis dahin die Freisinnigen dominiert hatten. Der Diskurs um den Föderalismus hatte da keinen Platz.
Die Weltwirtschaftskrise ergriff zwischen 1931 und 1936 auch die Schweiz. Nach der erstmaligen Abwertung des Schweizer Frankens und aufgrund der Aufrüstung vor allem im Dritten Reich kam es dann zu einer Verbesserung der wirtschaftlichen Situation, was zur Entspannung zwischen Arbeit und Kapital beitrug. Auf die Bedrohung durch den Aufstieg des Faschismus in Italien und des Nationalsozialismus in Deutschland antwortete die Schweiz mit einem breiten Zusammenschluss in der Mitte. Schon 1929 war der erste Vertreter der Bauern-, Gewerbe- und Bürgerpartei in den Bundesrat aufgenommen worden. Die Sozialdemokraten brachten sich nach der Trennung von den Kommunisten 1920/21 ebenfalls in den bürgerlichen Staat ein. Das bereitete die Wahl des ersten sozialdemokratischen Bundesrates im Jahr 1943 vor. Aufgrund dieses nationalen Zusammenschlusses hatte der Föderalismus nie mehr die Bedeutung wie in der zweiten Hälfte des 19. Jahrhunderts. Zuweilen wurde er noch von verschiedenen Seiten instrumentalisiert; eine treibende Kraft war er aber nicht mehr.

### Nachkriegszeit und Wirtschaftsboom
Nach dem Ende des Zweiten Weltkrieges sah sich die Schweiz zwar unversehrt, jedoch international weitgehend isoliert. Die alliierten Mächte hatten kein Verständnis für die Schweizer Neutralität. Der Aufstieg des Kommunismus beendete jedoch diese unbequeme Situation. National war der Bund während der Krisen- und Kriegszeit zu einem zentralen Faktor der gesellschaftlichen Integration geworden. Auch die Bürgerlichen akzeptierten deshalb seine lenkenden Eingriffe in allen Bereichen.
Als Folge der liberalen Wirtschaftspolitik der USA kam es zu einem noch nie dagewesenen Wirtschaftswachstum (Nachkriegsboom), von dem die Schweiz ausgesprochen profitierte. Diese Entwicklung führte aber auch zu massiven gesellschaftlichen Veränderungen. Es folgte eine Phase der Bevölkerungszunahme, Urbanisierung, Mobilität und Pluralisierung. Diese Modernisierungsprobleme forderten Lösungen durch den Staat, und zwar, weil sie sich kaum an die Kantonsgrenzen hielten, durch den Bund. Waren bis dahin vor allem die ordnenden Funktionen des Bundes entscheidend (Schaffung von Bundesrecht und eines gemeinsamen Wirtschaftsraums), so spielten in der Nachkriegszeit die gestaltenden Bundesaufgaben eine immer grössere Rolle.
Die meisten dieser Aufgaben konnten gar nicht von den Kantonen übernommen werden, da sie einer flächendeckenden Regelung bedurften. Das betraf zum Beispiel den stetigen Zustrom an ausländischen Arbeitern, die Atomenergie, den Umweltschutz oder die Grundlagen der Raumplanung. Deshalb wurde in raschem Rhythmus die Verfassung revidiert, um dem Bund die nötigen Kompetenzen zu verschaffen. Wichtig waren so die Wirtschaftsartikel von 1947, die dem Bund viele wirtschaftspolitische Kompetenzen übertrugen.
Anstatt neue Bundesorgane zu schaffen – was kaum mit der schweizerischen Tradition vereinbar gewesen wäre –, betraute der Bund die Kantone immer mehr mit der Umsetzung der Gesetz- und Verfassungsgebung (siehe Vollzugsföderalismus), denn im Unterschied zu anderen Föderationen (z. B. den USA) verfügt er über keine Vollzugsbeamten. Die Kantone wurden zwar finanziell unterstützt, sie mussten aber für Kosten aufkommen, derer sie sich gar nicht entziehen konnten; so trugen sie die Hauptlast der neuen Aufgaben. Diese zahlreichen am Einzelfall orientierten Verfassungsrevisionen führten zum kooperativen Föderalismus, aber eben auch zu einer Politikverflechtung mit dem Problem fehlender Verantwortlichkeit.

### Neugestaltung des Finanzausgleiches und der Aufgabenteilung (NFA)
Schon wenige Jahre nach Inkrafttreten des Finanzausgleichs von 1958/59 wurden in Anbetracht der wachsenden Aufgabenverflechtungen Rufe nach einer Neugestaltung der Aufgabenverteilung laut. Über die Jahre hatte sich ein verwobenes System von Zuschlägen und Subventionen entwickelt. Neben den Finanztransfers, die im Rahmen des Finanzausgleichs aus Steueranteilen anfielen, richtete der Bund in zahlreichen Politikbereichen Zuschüsse an die Kantone aus. So wurde dem Bund de facto immer mehr Verantwortung – auch in an sich kantonalen Zuständigkeitsbereichen – übertragen. Hinzu kam, dass auch de iure (durch Verfassungsrevisionen) eine Aufgabenverlagerung hin zum Bund stattgefunden hatte. In zahlreichen Lebensbereichen wurden neue Bundeskompetenzen geschaffen. Die wachsende Unzufriedenheit angesichts der mangelhaften Aufteilung der Aufgaben und ihrer Finanzierung mündete im Jahr 2001 in die Neugestaltung des Finanz- und Lastenausgleichs, kurz NFA.
Im Jahr 2004 nahmen Volk und Stände die Vorlage an. Es handelte sich um die bisher weitreichendste Föderalismus-Reform seit der Gründung des Bundesstaates. Die NFA trat 2008 in Kraft und sah im Wesentlichen vier Hauptmassnahmen vor: Es wurde ein Finanzausgleich geschaffen, der jedem Kanton ein Mindestmass an finanziellen Mitteln (86,5 % des nationalen Durchschnitts) gewähren soll, sowie ein Lastenausgleich für Kantone, die Sonderlasten zu tragen haben. Zudem wurde eine Entflechtung der Aufgaben vorgenommen. Sechs der 31 Gemeinschaftsaufgaben, die zuvor existiert hatten, waren fortan Sache des Bundes, 15 wurden in die Hände der Kantone gelegt. Dennoch gibt es Verbundaufgaben (siehe Gemeinsame Aufgabenerfüllung durch Bund und Kantone), beispielsweise bei der Krankenversicherung. Ausserdem kann der Bund die Kantone verpflichten, gewisse Aufgabenbereiche mithilfe von interkantonalen Konkordaten zu regeln (siehe Art. 48a BV). Das geschieht auf Antrag der Kantone und soll die horizontale, d. h. interkantonale Zusammenarbeit verstärken. Diese neue Verfassungsnorm wird jedoch von Teilen der Staatsrechtslehre kritisiert.

### COVID-19-Pandemie
In der COVID-19-Pandemie wurde der schweizerische Föderalismus einer grundlegenden Prüfung unterzogen. Die Pandemie verdichtete die horizontale und die vertikale innerstaatliche Zusammenarbeit (siehe den Hauptartikel Kooperativer Föderalismus). Insgesamt erwies sich die schon bestehende intensive föderale Zusammenarbeit als Trumpf bei der Pandemiebekämpfung.
Zwar obliegt den Kantonen grundsätzlich die Regelung des Gesundheitswesens. Für den Fall, dass eine Infektionskrankheit bundesweit ausbrechen sollte, sieht das Epidemiengesetz aber gemäss einer dreistufigen Gefahrenlage verschiedene Massnahmen vor. Während der Bund in der nicht-epidemischen Lage den Kantonen keine Massnahmen vorschreiben kann, ist der Bundesrat befugt, in der «besonderen Lage» nach Konsultation der Kantone Massnahmen zu verhängen, um die weitere Ausbreitung zu verhindern. Bevor die Landesregierung über einschneidende Massnahmen entschied, wurden in dieser Phase die Konferenz der Kantonsregierungen und die Gesundheitsdirektorenkonferenz konsultiert; beiden Organen steht ein permanenter Sitz im Koordinationsorgan Epidemiengesetz zu (Art. 82 lit. g. EpV). Während der «ausserordentlichen Lage» verzichtete der Bund aber ganz auf die Konsultation der Kantonen. Es gab jedoch intensiven direkten Kontakt zwischen einzelnen Kantonen und dem Bund. So ersuchte der Kanton Tessin den Bundesrat um Grenzschliessung. Dieser kantonale Lobbyismus nahm solche Ausmasse an, dass zum Teil nicht mehr ersichtlich war, ob eine Massnahme von den Kantonen oder nur von einigen gefordert wurde.
Auf die Lehren aus der COVID-19-Pandemie folgten eine Reihe von Evaluationen der Zusammenarbeit zwischen Bund und Kantonen. Diese regten die betreffenden staatlichen Stellen an, punktuell die Kooperation anzupassen, sie effizienter zu machen und sie, wo nötig, zu intensivieren.

## Bund

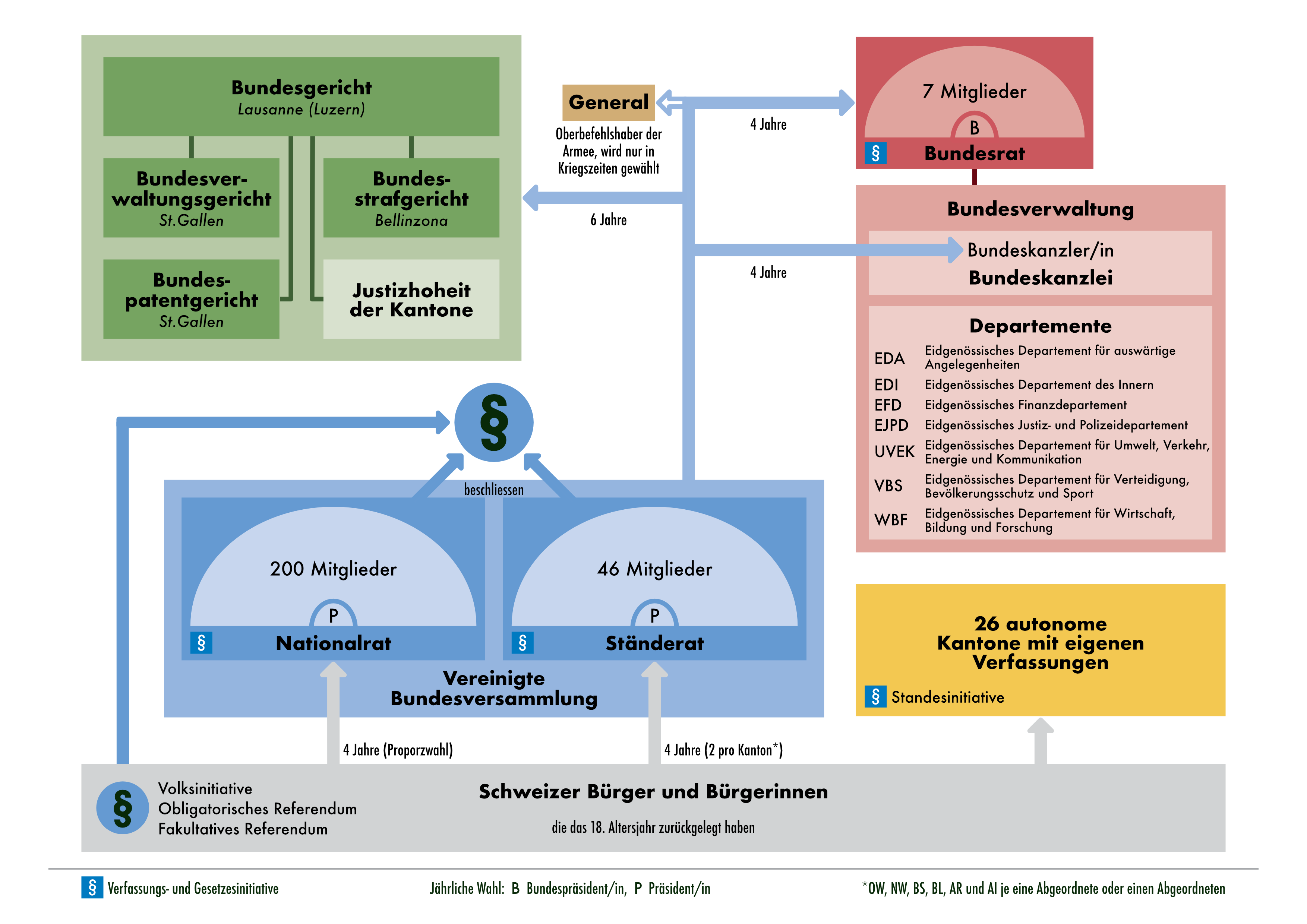
Politisches System der Schweiz

Ein Bundesstaat zeichnet sich durch eine föderalistische Gliederung aus; er ist ein Staat, der aus Gliedstaaten, in der Schweiz aus den Kantonen, zusammengesetzt ist. Die Bundesverfassung bezeichnet die Eidgenossenschaft indes nicht explizit als Bundesstaat (anders etwa Art. 20 Abs. 1 Grundgesetz). Dennoch gehen dessen Elemente klar aus ihr hervor. Die Bundesverfassung widmet dem Verhältnis zwischen Bund und Kantonen ein eigenes Kapitel (Verhältnis von Bund und Kantonen, Art. 42–53 BV), und sie trägt dem dreistufigen Staatsaufbau Rechnung, indem sie die Gemeinden ausdrücklich erwähnt (Art. 50 BV).

Den schweizerischen Bundesstaat machen im Wesentlichen zwei Elemente aus. Einerseits teilt die Bundesverfassung die Kompetenzen zwischen Bund und Kantonen auf. Andererseits wirken die Kantone an der Willensbildung des Bundes mit, vor allem durch ihr Mitspracherecht bei der Verfassungsgebung. Da die Bundeskompetenzen in der Verfassung kodifiziert werden, bedeutet das, dass die Kantone jeder potentiellen Erweiterung dieser Kompetenzen zustimmen müssen. Das stellt einen Abwehrmechanismus gegen eine Usurpation der Staatsgewalt durch den Bund dar.

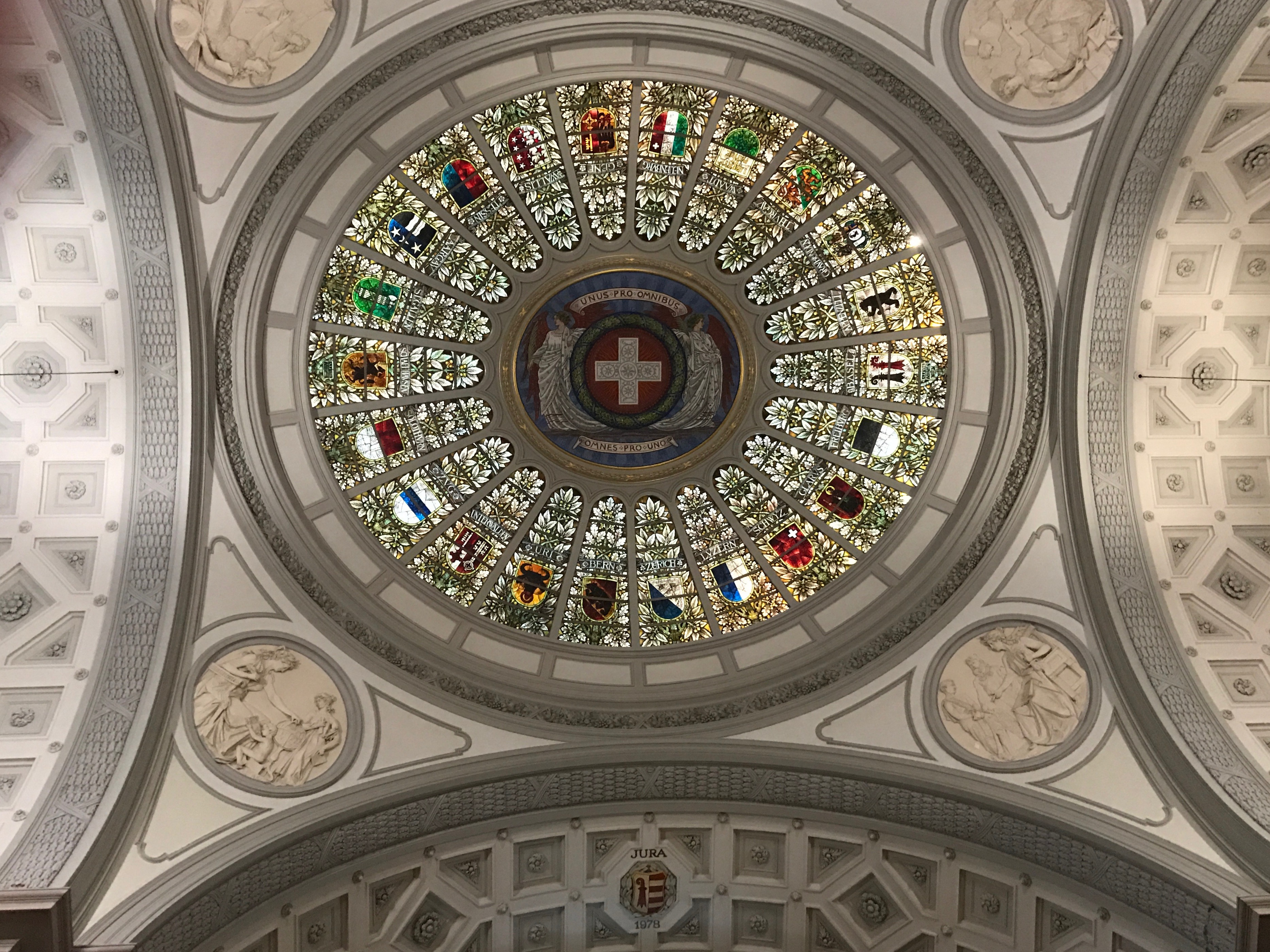
Kuppel des Bundeshauses mit dem Motto UNUS PRO OMNIBUS, OMNES PRO UNO.

Staatsrechtlich kommt dem Bund eine Doppelrolle zu. Einerseits erfüllt er jene Aufgaben, die ihm die Verfassung zuweist (Art. 42 Abs. 1 BV), wobei er primär seine eigenen Interessen wird wahren wollen. Aus dieser Perspektive erscheint er als Vertreter des zentralstaatlichen Elements. Andererseits ist er von Verfassungs wegen verpflichtet (Art. 2 Abs. 2 BV), für die Wohlfahrt der Bevölkerung und den inneren Zusammenhalt des Landes zu sorgen. Folglich muss er, soweit erforderlich, bereit sein, die eigenen Belange zurückzustellen. Daher ist er ebenso Wahrer des gesamtstaatlichen Elements. Den daraus entstehenden Interessenskonflikten begegnet die Verfassung, indem Kompetenzkonflikte zwischen Bund und Kantonen mit Klage vor das Bundesgericht getragen können werden. Dem Bund ist auferlegt, seine Kompetenzhoheit nicht zu übernutzen; und er muss die Kantone in der Aussenpolitik berücksichtigen.

## Kantone

### Autonomie

#### Organisations-, Finanz- und Aufgabenautonomie
Die Organisationsautonomie räumt den Kantonen den Freiraum ein, ihre rechtliche Gestalt selbst zu bestimmen. Sie umfasst die Kompetenz der Kantone, ihr Territorium selbst zu gliedern (z. B. in Gemeinden und Bezirke) und ihr politisches System eigenständig einzurichten, indem sie die Staatsorgane – Parlament, Regierung und Gerichte – konstituieren sowie deren Organisation und Zuständigkeit regeln. Die Kantone umschreiben ebenso die Verfahren dieser Staatsorgane und definieren die politischen Rechte der Bürger in kantonalen Angelegenheiten. Ausserdem kann ein Kanton entscheiden, niedergelassenen Ausländern das Stimmrecht zu gewähren, wie zum Beispiel Neuenburg oder Jura. Wichtigste Konsequenz der Organisationsautonomie ist das Recht, eigene Verfassungen zu erlassen. Die Organisationsautonomie ist jedoch nicht absolut. Sie darf beschnitten werden, wenn es die richtige und einheitliche Anwendung des Bundesrechts gebietet. Für die Bestimmung des Wahlverfahrens und die Aufteilung der Wahlkreise unterliegen die Kantone etwa bundesgerichtlichen Auflagen.
Das Dezentrale des Schweizer Föderalismus geht vor allem auf die Finanz- bzw. Steuerautonomie der Kantone zurück, die eigene Steuern erheben können. Die finanzpolitische Autonomie «bildet das finanzielle Rückgrat der Eigenständigkeit der Kantone». Die Verwaltungen der Kantone und der Gemeinden kontrollieren zwei Drittel der gesamten Staatseinnahmen. Der Bund kann sich hingegen seiner Ressourcen nie sicher sein; die direkte Bundessteuer wird immer auf Zeit gewährt. Zwar wird der Anspruch des Bundes hierauf wohl niemals angezweifelt werden, trotzdem zeigt diese Regelung symbolisch den Stellenwert der Zentralmacht in der Schweiz: Sie ist geliehene Macht, woran der Bund jederzeit erinnert wird. Zwar ist die finanzpolitische Autonomie der Kantone beachtlich, sie ist jedoch aufgrund vielfältiger Restriktionen eingeschränkt. Dazu gehören die Lasten, die die Kantone wegen der Umsetzung des Bundesrechts tragen müssen, und bürokratische Strukturen in den Kantonen. Hier setzt der Finanz- und Lastenausgleich an; dessen Ziel ist es, diese Restriktionen etwas zu mildern.
Die weitreichende Autonomie der Kantone wird oft als zentrales Merkmal des Schweizer Föderalismus angesehen. Das trifft jedoch nur auf die fiskalische Dezentralisierung zu: Nimmt man sie als Massstab, ist die Schweiz hinter Kanada jener Bundesstaat, der über die dezentralsten Einnahmen- und Ausgabenquellen verfügt. Beurteilt man den Dezentralisierungsgrad jedoch anhand der Autonomie, eigenes Recht zu setzen, bewegt sich die Schweiz im internationalen Durchschnitt, verglichen mit anderen Bundesstaaten.
Die Aufgabenautonomie garantiert eine substanzielle Unabhängigkeit der Kantone bei der Bestimmung, Gestaltung und Ausführung ihrer Aufgaben (siehe Abschnitt Schleichende Zentralisierung und Kompetenzaufteilung).

#### Umsetzung des Bundesrechts durch die Kantone (Vollzugsföderalismus)
Im Bundesstaat existieren im Wesentlichen zwei Varianten der Umsetzung von Bundesrecht: Der Bund kann seine Erlasse entweder durch eigene Organe – sprich: die Bundesverwaltung – umsetzen lassen (so in den USA) oder die Umsetzung den Gliedstaaten zuweisen. Diese Variante liegt der schweizerischen Regelung zugrunde. Damit wird das für die Schweiz wichtige Prinzip begründet, dass staatliche Leistungen durch die Kantone und die Gemeinden und nicht durch dezentrale Bundesstellen erbracht werden.
Die Umsetzung des Bundesrechts erfolgt durch Rechtsetzung: Die Kantone erlassen Gesetze und Verordnungen, die die Bestimmungen des Bundesrechts konkretisieren. Umsetzung meint jedoch auch die Anwendung des Bundesrechts durch die Gerichte – indem sie es in ihrer Rechtsprechung berücksichtigen – oder durch die kantonalen Verwaltungen, die das Bundesrecht vollziehen. Der Begriff der Umsetzung ist zwar nicht so zu verstehen, dass die Kantone als Verwaltungseinheiten nur vollstrecken, was ihnen von der Zentralregierung diktiert wird; die Kantone sind nicht blosse Vollzugshelfer. Dennoch ist vom Vollzugsföderalismus die Rede.
Die Umsetzung des Bundesrechts macht 75 % der kantonalen Staatstätigkeit aus. Die Verfassung verpflichtet die Kantone, das Bundesrecht umzusetzen – was sich als zweischneidiges Schwert im Hinblick auf die Autonomie der Kantone erweist: Einerseits bindet die Umsetzungspflicht einen erheblichen Teil der Mittel der Kantone, wodurch sie behindert werden, selbstbestimmte Aufgaben zu erfüllen. Andererseits gestattet der Vollzug den Kantonen, das Bundesrecht angepasst an kantonale Verhältnisse umzusetzen. Allerdings muss eine bundesrechtliche Norm in der ganzen Schweiz gleich angewendet werden – kantonsspezifische Gestaltungsfreiheiten gibt nur, wenn der Bundesgesetzgeber diese explizit festhält. Daher darf das politische Gewicht des Vollzugsföderalismus nicht überschätzt werden.

### Mitwirkungsrechte im Bund

#### Referendums- und Initiativrechte
Die Mitwirkungsrechte der Kantone im Bund sind neben der Autonomie zentral für den Schweizer Föderalismus. So müssen die Kantone bei jeder Verfassungsänderung ebenfalls zustimmen (siehe doppeltes Mehr); die alleinige Mehrheit der Volksstimmen reicht nicht aus (Art. 140 Abs. 1 lit. a und c, obligatorisches Referendum). Die Beteiligung an der Verfassungsrevision ist das wichtigste Mitwirkungsrecht der Kantone. Auch bei der Frage, ob die Schweiz einer Organisation für kollektive Sicherheit (z. B. UNO) oder einer supranationalen Gemeinschaft (z. B. EU) beitreten soll, wird sowohl das Volksmehr als auch das Ständemehr verlangt (Art. 140. Abs. 1 lit. c, obligatorisches Staatsvertragsreferendum). Das Verfassungs- und das Staatsvertragsreferendum werden für die Kantone immer wichtiger; in den letzten Jahrzehnten kam es häufiger zu Abstimmungen, bei denen das Volk die Vorlage befürwortete, die Stände (Kantone) jedoch ihr Veto Veto einlegten. Während es von 1848 bis 1970 zwei solcher Fälle gab, sind es seitdem schon acht. Auch der Beitritt der Schweiz zu den Vereinten Nationen 2002 wäre trotz klarem Volksmehr von 54,6 Prozent bei 12 Ja gegen 11 Nein beinahe am Ständemehr gescheitert. In der Politik- und Rechtswissenschaft gibt es Positionen, dass das Ständemehr überhaupt kein Mitwirkungsrecht darstelle, seitdem die Standesstimme durch Volkswahl ermittelt wird. Das Ständemehr könne als Mittel des Minderheitenschutzes Wirkung entfalten, ermögliche den kantonalen Behörden jedoch keine Mitwirkung auf die Bundesebene.
Die Kantonsparlamente können eine Standesinitiative lancieren (Art. 160 Abs. 1 BV; Art. 115 Parlamentsgesetz (ParlG)). Damit stellen die Kantone der Bundesversammlung einen Antrag für eine Gesetzes- oder Verfassungsrevision. Nach Art. 141 Abs. 1 BV können ausserdem acht Kantone – zuständig sind die jeweiligen Parlamente – gegen eine Gesetzesrevision oder bestimmte völkerrechtliche Verträge das fakultative Referendum ergreifen. Standesinitiative und Kantonsreferendum sind jedoch in der Praxis von geringer Bedeutung. Bisher gab es ein einziges Kantonsreferendum, das zustande kam (siehe Steuerpaket 2001). Die Standesinitiative ist für mehr als zwei Drittel der Kantone bedeutungslos. Nur die Kantone St. Galler und Genf machen von ihrem Initiativrecht oft Gebrauch, wohingegen die Kantone Zürich, Bern, Obwalden, Zug, Aargau und Wallis sich dessen nie bedienen.

#### Wahl des Ständerats
Die Mitwirkungsrechte beschränken sich jedoch nicht auf die Verfassungsrevision. Die Bevölkerung jedes Kantons wählt zwei Abgeordnete in den Ständerat; davon ausgenommen sind jene mit halber Standesstimme. Die Ständeräte werden jedoch ohne Weisung gewählt; sie haben ein freies Mandat, weshalb die Kantone, in denen die jeweiligen Ständeräte gewählt wurden, keine Möglichkeit haben, die Haltung der Abgeordneten festzulegen. Die Ständeräte sind gleich wie die Nationalräte Parlamentarier des Bundes und keine juristische Vertretung der Kantone – im Unterschied zur deutschen Länderkammer, dem Bundesrat, in den Vertreter der Exekutive der Bundesländer entsandt werden. Die Funktion des Ständerates als föderales Gegengewicht muss jedoch relativiert werden. Politikwissenschaftliche Befunde ergaben, dass der Ständerat föderalistische Interessen nicht signifikant stärker vertritt als der Nationalrat. Während bis in die zweite Hälfte des 20. Jahrhunderts in einigen Kantonen die Ständeräte durch die Kantonsregierung gewählt wurden, ging 1977 der Kanton Bern als letzter zur Volkswahl über. Seitdem ist der Kanton von seiner «Vertretung» institutionell entkoppelt. Dass sich der Ständerat nicht klar zugunsten der Kantonsinteressen positioniert, erklärt womöglich auch die Gründung der Konferenz der Kantonsregierungen und die verstärkte interkantonale Zusammenarbeit.

#### Vernehmlassung
Schliesslich muss der Bund die Kantonsregierungen vor Gesetzes- und Verfassungsänderungen sowie vor dem Abschluss völkerrechtlicher Verträge, die dem Referendum unterstehen, konsultieren (Vernehmlassung, Art. 3 VlG). Die Empfehlungen und Anmerkungen der Kantonsregierungen und der anderen Vernehmlassungsteilnehmer sind für den Bundesgesetzgeber nicht verpflichtend. Sie sollen jedoch mithelfen, dass neu geschaffenes Bundesrecht einerseits die Interessen der Kantone berücksichtigt, andererseits aber auch von ihnen umgesetzt werden kann. Die Stellung der Kantone als (Mit-)Gliedstaaten, denen ein weiter Teil der Rechtsetzung zukommt, ist für den Schweizer Föderalismus von grosser Wichtigkeit. Anders als im Ständerat, der einem ähnlichen Zweck dient, können die Kantone während der Vernehmlassung ihre Ansichten als Gliedstaaten direkt äussern. Die politikwissenschaftliche Föderalismusforschung ergab, dass die Vernehmlassung das wichtigste Mitspracherecht der Kantone ist. Sie sei die «prinzipiell einzige Möglichkeit der direkten und formalisierten Mitsprache der kantonalen Entscheidungsträger». Die Kantone beklagen allerdings zunehmend, dass ihre Anmerkungen während der Vernehmlassung weniger berücksichtigt würden als jene der Privatwirtschaft.
Das fehlende Gehör wird durch Ressourcenknappheit noch verstärkt: Während grössere Kantone ihre Meinung kundtun können, können die kleineren, finanziell schlechter gestellten, deren administrative Ressourcen begrenzt sind, nur begrenzt mitwirken. Ihnen fehlt zum Teil die Expertise, um komplexe Gesetzgebungsvorhaben des Bundes adäquat beurteilen und bewerten zu können. Deswegen sind die grossen Kantone tendenziell überrepräsentiert. Diese Zweiteilung zwischen grossen und kleinen Kantonen wird von der neueren Forschung bestritten. Die Hauptschwierigkeit liegt jedoch in der Organisation der Kantone: Im Unterschied zu anderen Interessengruppen (Parteien, Unternehmungen) repräsentieren die Kantonsregierungen ein heterogenes Volk, wobei alle vertreten werden sollen; sie sprechen deswegen selten mit einer Stimme. Dass daher widersprüchliche Positionen zwischen den Kantonen entstehen können, schwächt ihre Position – im Unterschied zu privatwirtschaftlichen Institutionen.

### Gleichheit der Kantone
Im Grundsatz sind alle Kantone einander gleichgestellt, ungeachtet der Unterschiede von Kanton zu Kanton (symmetrischer Föderalismus). Damit ist der Umfang von Organisations-, Finanz- und Aufgabenautonomie für alle Kantone identisch; die Bundesgarantien kommen allen Kantonen gleich zu; und auch die Mitwirkungsrechte im Bund sind – mit einer Einschränkung – gleich. Diese Einschränkung betrifft die sechs sogenannten Halbkantone (Basel-Landschaft und Basel-Stadt, Obwalden und Nidwalden, Appenzell Ausserrhoden und Appenzell Innerrhoden), denen bei einer Volksabstimmung nur eine halbe Standesstimme zukommt und die nur einen Abgeordneten in den Ständerat entsenden. Während früher der Begriff «Halbkanton» in der Verfassung vorkam, verschwand er mit der Totalrevision von 1999. Damit sollte zum Ausdruck gebracht werden, dass die rechtliche Zurücksetzung besagter Kantone die Ausnahme ist. Wenn die Bundesverfassung nichts anderes festschreibt, sind sie den anderen Kantonen gleichgestellt.
Die Kantone gleich zu behandeln, ist jedoch nur dann angebracht, wenn die Kantone als Glieder des Bundesstaates auftreten. Handelt es sich um die Vertretung der Kantonsbevölkerung im Bund oder um die Ausschüttung von Bundeseinnahmen an die Kantone, gilt dieser Grundsatz nicht. In solchen Fällen ist die Kantonsgrösse massgebend.
Aufgrund von strukturellen Unterschieden zwischen den Kantonen existiert ein finanzielles Gefälle. Obwohl solche Unterschiede wegen des bundesstaatlichen Aufbaus nicht vermieden werden können, muss ein Ausgleich zwischen den Kantonen erfolgen, damit das Gleichgewicht nicht aus den Fugen gerät. Art. 135 BV verpflichtet deswegen den Bund, für einen Finanz- und Lastenausgleich zu sorgen. Die Beiträge zum Ausgleich von Ressourcen und Lasten sind nicht zweckgebunden.

## Gemeinden
Die Gemeinden bilden nach dem Bund und den Kantonen die dritte Ebene des Bundesstaates. Indem ihnen ein eigener Artikel in der Bundesverfassung gewidmet wird (Art. 50 BV), anerkennt der Bund ihre wichtige Rolle im staatlichen Gefüge. Die Gemeinden sind keine souveränen Körperschaften, sondern dem kantonalen Verfassungsrecht untergeordnet. Aufgrund der Organisationsautonomie, die den Kantonen zusteht, fallen der Bestand, das Gebiet und die Rechtsstellung der Gemeinden in die Zuständigkeit der Kantone.
Ein zentrales Charakteristikum der Schweizer Gemeinden ist die weitreichende Autonomie, über die sie verfügen – obwohl sie tendenziell die Auffassung vertreten, dass ihre Aufgabenautonomie relativ stark beschränkt sei. Der Grad der Autonomie, über den sie verfügen, variiert jedoch nach Bereich beträchtlich. Die fiskalische Autonomie ist sehr hoch; die Gemeinden verfügen also über grosse finanzielle Mittel. Die Organisationsautonomie ist ebenfalls ausgeprägt und nimmt eher zu. Nicht besonders hoch ist hingegen die Aufgabenautonomie der Gemeinden. Und noch tiefer ist die kommunale Selbstständigkeit, in den vom Kanton zugewiesenen Sachbereichen die wichtigen Entscheidungen selbst zu treffen; hier bewegt sich die Schweiz im internationalen Mittelfeld. In den nordischen Staaten – Dänemark, Schweden, Norwegen, Finnland, Island – sind Städte und Gemeinden über fast alle Autonomie-Parameter hinweg am eigenständigsten.
Die Autonomie besteht dort, wo der Kanton eine Rechtsmaterie nicht abschliessend regelt. Damit unterscheidet sich die Gemeindeautonomie von der Residualkompetenz der Kantone: Während letztere sich dadurch definiert, dass die Kantone für alles zuständig sind, was sie nicht dem Bund übertragen haben, fallen den Gemeinden diejenigen Aufgaben zu, die nicht von den Kantonen wahrgenommen werden. Das System ist also genau umgekehrt.
Weil die Gemeinden dem kantonalen Recht unterstehen, variiert der Grad der Autonomie beträchtlich. Er nimmt – grob gesagt – von Osten nach Westen ab. Die Kantone Appenzell Ausserrhoden und Graubünden verfügen über die stärksten Dezentralisierungsstrukturen, die Gemeinden verfügen hier also über die ausgeprägteste Autonomie. Im Mittelfeld befinden sich Luzern, Solothurn und Aargau. Die zentralisiertesten Kantone sind die französischsprachigen Kantone Neuenburg, Waadt, Freiburg und Genf, das mit grossem Abstand die Spitzenposition einnimmt.
Bei der Aufgabenteilung zwischen Kantonen und Gemeinden kommt das Subsidiaritätsprinzip zur Anwendung. Die Gemeinden sollen, soweit das möglich und sinnvoll ist, möglichst viele Aufgaben übernehmen. Das dient der besseren Legitimation sowie einer effektiveren und effizienteren Leistungserbringung. Obschon die Gemeindeautonomie weitreichend ist, zeigt sich eine Tendenz der Zentralisierung. In den letzten Jahren büssten die Gemeinden an Zuständigkeit im Bereich des Bauwesens, der Raumplanung und des Umweltschutzes ein.

## Bundesgarantien

### Gewährleistung der Kantonsverfassungen
Die Bundesgarantien sichern der bundesstaatlichen Struktur der Schweiz ein Mindestmass an Homogenität und Stabilität. Sie stellen Sicherheiten dar, die der Bund dafür leistet, dass die bundesstaatliche Struktur und die Stellung der Gliedstaaten im Kern unangetastet bleiben. Eine der drei Garantien ist die Gewährleistung der Kantonsverfassungen. Sie zielt darauf ab, dass die staatsrechtlichen Strukturen der Kantone untereinander sowie im Vergleich mit dem Bund auf denselben Grundsätzen beruhen. Das wird dadurch erreicht, dass jede Änderung einer Kantonsverfassung der Bundesversammlung zur Gewährleistung vorgelegt wird. Sie wird nur dann erteilt, wenn die Kantonsverfassung den Anforderungen der Bundesverfassung genügt.
Art. 51 BV verlangt von den Kantonen, dass sie sich eine demokratische Verfassung geben. Dies bedeutet, dass sich die kantonalen Behörden an die Gewaltenteilung halten müssen und dass das Parlament vom Volk direkt gewählt wird. Obwohl die Bundesverfassung den Kantonen nicht vorschreibt, sich als direkte Demokratien zu organisieren, haben sich alle Kantone – wenngleich in unterschiedlichem Mass – dafür entschieden. Die Bundesverfassung verlangt nur ein Mindestmass an direktdemokratischen Elementen, nämlich das Verfassungsreferendum und die Verfassungsinitiative: Die Verfassung muss «revidiert werden können, wenn die Mehrheit der Stimmberechtigten es verlangt». Daraus folgt, dass die Verfassung jederzeit geändert werden darf und dass sich die Änderung auf beliebige Verfassungsinhalte – im Rahmen des Bundesrechts – beziehen kann. Das schliesst Ewigkeitsklauseln aus, wie sie das Deutsche Grundgesetz in Art. 79 Abs. 3 vorsieht.
Laut Art. 51 Abs. 2 darf die kantonale Verfassung dem gesamten Bundesrecht nicht entgegenstehen. Indem die Bundesversammlung die Kantonsverfassung gewährleistet, überprüft sie deren Rechtmässigkeit. Das geschieht nicht nur beim Erlass einer neuen Verfassung, sondern jede Änderung einer Kantonsverfassung muss der Bundesversammlung vorgelegt werden. Diese ist umgekehrt verpflichtet, die Genehmigung zu erteilen, wenn die Kantonsverfassung dem Bundesrecht nicht widerspricht.

### Garantie der verfassungsmässigen Ordnung
Zunächst ist es die Aufgabe der Kantone, die verfassungsmässige Ordnung zu wahren. Der Schutz der verfassungsmässigen Ordnung durch den Bund erfolgt primär durch das Bundesgericht, indem er den Bürgern Rechtsschutzmöglichkeiten zur Verfügung stellt. Die Beschwerde beim Bundesgericht kann zwar auch bei Unruhen geltend gemacht werden, sie ist aber kaum tauglich, um bei Unruhen oder Aufständen einzugreifen. In einem solchen Fall sind die Polizeibehörden des Kantons zuständig. Sehen sie sich nicht imstande, die Situation zu entschärfen, ersuchen sie andere Kantone um polizeiliche Hilfe; der Bund verfügt über keine polizeilichen Einsatzkräfte. Wenn all diese Mittel versagen, kann der betroffene Kanton beantragen, dass der Bund militärisch eingreift. Diese Bundesintervention ist jedoch immer die Ultima Ratio. Sie ergeht zum Schutz eines bundestreuen, aber überforderten Kantons und ist von der Bundesexekution abzugrenzen (siehe unten), die sich gegen einen Kanton richtet, der Bundesrecht bricht.
Damit eine Bundesintervention erfolgen darf, muss eine Bedrohung, die den öffentlichen Frieden gefährden könnte, entweder unmittelbar bevorstehen oder bereits erfolgt sein. Derartige Störungen können aufgrund von sozialen Unruhen, Ausschreitungen oder Sabotageakten entstehen. Die zweite Voraussetzung ist die Unfähigkeit des Kantons, die Gefahr selbstständig abzuwenden. Für die Einleitung einer Bundesintervention ist die Bundesversammlung zuständig (Art. 173 Abs. 1 Bst. b BV), sofern sie dazu in der Lage ist. Bei Dringlichkeit geht die Kompetenz auf den Bundesrat über (Art. 185 Abs. 2 BV, Notrecht). Wenn der Fall eintritt, dass der Bund Truppen entsendet, obliegt ihm die Befehlsgewalt.
Seit der Gründung des Bundesstaates 1848 kam die Bundesintervention zehnmal zum Einsatz; neunmal im 19. und einmal im 20. Jahrhundert (1932 in Genf). Fünf dieser Einsätze erfolgten im Kanton Tessin.

### Bestandes- und Gebietsgarantie
Art. 53 BV statuiert zwei Garantien, mit denen der Bund die Kantone zu schützen hat: Die Bestandsgarantie wahrt das Existenzrecht der Kantone nach Art. 1 und ihren rechtlichen Status als Gliedstaaten, d. h., die Kantone müssen nicht nur als solche erhalten bleiben, sondern dürfen auch nicht einfach zu blossen Verwaltungseinheiten des Bundes degradiert werden, wie das zum Beispiel in der Helvetischen Republik der Fall war. Die Gebietsgarantie schützt die kantonalen Territorien. Der Bund ist wegen Art. 53 verpflichtet, das Gebiet der einzelnen Kantonen vor Übergriffen zu schützen; er soll verhindern, dass das Gebiet oder der Bestand (darin ist auch eine selbstständige Sezession eines Kantons eingeschlossen) eigenmächtig geändert wird. Art. 53 deckt aber nur den Fall eines Übergriffs eines Kantons auf einen anderen Kanton ab. Erfolgt ein Angriff aus dem Ausland, ist der Bund aufgrund von Art. 2 Abs. 1 zum Handeln ermächtigt.
Die Verfassung verbietet Gebiets- oder Bestandesänderungen nicht. Massgebend ist, dass sie nicht gegen den Willen von betroffenen Kantonen erfolgen. Bestandesänderungen können sich zum Beispiel ergeben, wenn sich zwei Kantone zu einem neuen zusammenschliessen, wenn sich ein Kanton in zwei Kantone aufspaltet oder wenn ein Kanton mit halber Standesstimme zu einem Kanton mit ganzer aufgewertet wird. Sämtliche Bestandesänderungen müssen drei Abstimmungen durchlaufen: Zuerst müssen die Stimmberechtigten im betroffenen Territorium der Bestandesänderung zustimmen – es erfolgt ein obligatorisches Referendum auf Gemeindeebene. Stimmen sie zu, wird ein obligatorisches Referendum im betroffenen Kanton durchgeführt. Da Art. 1 BV, der die Kantone aufzählt, geändert werden muss, folgt ein obligatorisches Referendum auf Bundesebene. Zu einer solchen Abstimmung kam es bisher erst einmal: Am 24. September 1978 stimmten Volk und Stände der Gründung des Kantons Jura zu.
Auch Gebietsänderungen sind möglich. Sie verlangen ebenfalls Zustimmung auf allen drei Staatsebenen. Auf Bundesebene ist die Hürde aber tiefer: Anstelle eines obligatorischen Referendums tritt das fakultative, das keiner Zustimmung der Kantone bedarf.

## Kompetenzaufteilung

### Grundsatz

#### Prinzip der Einzelermächtigung (Subsidiäre Generalkompetenz der Kantone)
Art. 3 der Bundesverfassung regelt die Aufgabenteilung zwischen Bund und Kantonen. Daraus geht hervor, dass der Bund nur jene Kompetenzen hat, die ihm durch die Verfassung zustehen (sogenanntes System der Einzelermächtigung). Eine direkte Zuweisung ist aber nicht immer erforderlich. Neben den ausdrücklichen kennt das schweizerische Verfassungsrecht auch sogenannte stillschweigende Bundeskompetenzen. Das sind Bundeskompetenzen, die in einer Verfassungsnorm mitenthalten sind, ohne dass sie explizit genannt werden. So ist der Bund von der Verfassung nicht ausdrücklich ermächtigt, wichtige Gesetze wie das Parlamentsgesetz oder das Regierungs- und Verwaltungsorganisationsgesetz zu erlassen. Die Ermächtigung zum Erlass lässt sich aus dem Sachzusammenhang herleiten. Die Aufgaben des Bundes entstammen jedoch alle dem geschriebenen Verfassungsrecht – auch die stillschweigenden Kompetenzen, die sich auf eine Verfassungsnorm stützen. Daher ist es unzulässig, Zuständigkeiten gewohnheitsrechtlich herzuleiten.
Bei den kantonalen Kompetenzen kommt hingegen ein Automatismus zur Anwendung: Alle Rechte, die nicht explizit dem Bund übertragen sind, fallen automatisch in den Kompetenzbereich der Kantone. Dieser Automatismus wird subsidiäre Generalkompetenz der Kantone genannt. Somit fallen alle neu auftretenden Staatsaufgaben in den Kompetenzbereich der Kantone, sofern nicht eine neue Bundeskompetenz geschaffen wird.

#### Subsidiaritätsprinzip
Obgleich der Bund die Aufgaben der Kantone festlegt (sogenannte Kompetenz-Kompetenz), darf er nur jene übernehmen, die «die Kraft der Kantone übersteigen oder einer einheitlichen Regelung bedürfen» (Art. 43a BV). Damit wird ein bundesstaatliches Subsidiaritätsprinzip (Art. 5a BV) begründet. Das heisst, dass der Zentralstaat keine Zuständigkeiten an sich ziehen soll, die die Gliedstaaten übernehmen könnten. Das gilt ebenso bei der Aufgabenteilung zwischen Kanton und Gemeinden. Das Subsidiaritätsprinzip dient im Wesentlichen dazu, die oberste Staatsgewalt (den Bund) zu beschränken, um die kantonale Autonomie zu wahren, sowie staatliche Aufgaben bürgernah aufzuteilen. Die Subsidiarität fordert sowohl für die Zuweisung neuer Kompetenzen und Aufgaben an den Bund als auch für die Ausweitung bestehender Bundeskompetenzen eine besondere Rechtfertigung. Art. 43a stellt aber keine Schranke der Verfassungsrevision dar. Es ist dem Bund nicht untersagt, die Verfassung so zu ändern, dass er Zuständigkeiten für sich beansprucht, die man auch den Kantonen überlassen könnte. Es existiert ohnehin keine Definition, welche Kompetenzen «die Kraft der Kantone übersteigen».

#### Prinzip der fiskalischen Äquivalenz
Zum Subsidiaritätsprinzip gesellt sich das Prinzip der fiskalischen Äquivalenz, das in der Verfassung folgendermassen umschrieben wird: «Das Gemeinwesen, in dem der Nutzen einer staatlichen Leistung anfällt, trägt deren Kosten. Das Gemeinwesen, das die Kosten einer staatlichen Leistung trägt, kann über diese Leistung bestimmen.» (Art. 43a Abs. 2 und 3 BV). Daraus folgt: Einerseits sollen staatliche Leistungen, die weite Teile der Bevölkerung betreffen, vom Bund geregelt, finanziert und vollzogen werden. Andererseits sollen Leistungen, die sich nur regional auswirken, von den Kantonen getragen werden. Des Weiteren sollen jene, die zahlen, auch die Entscheidungsgewalt innehaben. Der Zweck von Artikel 43a Abs. 3 BV wird vor dem Hintergrund seiner Entstehung ersichtlich: Er ist das Produkt der NFA von 2004 und dient der Aufgabenentflechtung, indem das Gemeinwesen, das die Kosten trägt, über die Leistungen bestimmen kann.
Sowohl das Subsidiaritätsprinzip als auch das Prinzip der fiskalischen Äquivalenz sind staatliche Maximen und keine Verfassungsgrundsätze, die eingeklagt werden können. Sie stellen Leitlinien dar, anhand derer die Gesetz- und Verfassungsgebung erfolgen muss.

### Kompetenzen des Bundes
Die Aussenpolitik liegt im Zuständigkeitsbereich des Bundes. Darin eingeschlossen sind der Abschluss völkerrechtlicher Verträge, die Repräsentation der Schweiz und die diplomatischen Beziehungen. Die Kompetenz des Bundes, völkerrechtliche Verträge abzuschliessen, wird durch die Aufgabenteilung zwischen Bund und Kantonen nicht tangiert. Art. 54 der Bundesverfassung räumt dem Bund umfassende Kompetenzen für den Abschluss völkerrechtlicher Verträge ein, die auch die innerstaatlich in den Kompetenzbereich der Kantone fallenden Materien betreffen können. Somit ergibt sich, dass die Kompetenz des Bundes im Bereich der auswärtigen Angelegenheiten über seine Gesetzgebungskompetenz im innerstaatlichen Bereich hinausgeht. Allerdings steht den Kantonen ein Mitspracherecht zu, wenn ihre Interessen davon betroffen sind (Art. 55 BV, Bundesgesetz vom 22. Dezember 1999 über die Mitwirkung der Kantone an der Aussenpolitik des Bundes).
Des Weiteren stehen dem Bund umfassende Kompetenzen in Rechtsetzung und Verwaltung zu. Das sind (Auswahl):
- Bürger- und Ausländerrecht, Bundesbehörden
- Zivil- und Strafrecht, Obligationenrecht (daneben kantonale Residualrechte), Zivil- und Strafprozessrecht
- Arbeitsrecht
- Berufsbildung
- Gesundheitswesen (teilweise, namentlich Gentechnologie, Lebensmittelaufsicht, Epidemien)
- Krankenversicherung und andere Sozialversicherungen
- Finanzhaushalt, Steuern, Abgaben
- Messwesen
- Bankenrecht
- Verkehrsrecht
- nationale Infrastruktur (Landesteile verbindendes Eisenbahnnetz, Autobahnen)
- Landesverteidigung

Der Bund erhebt direkte Steuern (u. a. direkte Bundessteuer (Art. 128 Abs. 1 BV), Verrechnungssteuer (Art. 132 Abs. 2 BV)), indirekte Steuern (z. B. die Mehrwertsteuer (Art. 130 BV), Verbrauchssteuern (Art. 131 BV), Stempelsteuer (Art. 132 Abs. 1 BV)) und Zölle (Art. 133 BV). Wenn der Bund einen Tatbestand besteuert oder aber ihn für steuerfrei erklärt, ist es den Kantonen untersagt, ihn einer Steuer zu unterstellen. Daher ist die Steuererhebung eine konkurrierende Zuständigkeit zwischen Bund und Kantonen.
Es kann vorkommen, dass der Bund ihm zugeschriebene Kompetenzen teilweise an die Kantone delegiert. Diese föderative Delegation dient der Dezentralisierung. Der Bund trägt im Rahmen seiner Bundesaufsicht dennoch die Verantwortung, dass die Aufgaben korrekt ausgeführt werden. Die Verfassung äussert sich jedoch nicht zur Kompetenzübertragung des Bundes an die Kantone. Lehre und Praxis anerkennen diese Möglichkeit, weil sie dem Geist des Schweizer Föderalismus entspricht. Dass aber ein Kanton Zuständigkeiten an den Bund überträgt, ist unzulässig.

### Typische Kompetenzen der Kantone
Aufgrund ihrer Aufgabenautonomie legen die Kantone fest, welche Aufgaben sie im Rahmen ihrer Zuständigkeit erfüllen. Die grosse Mehrheit der Kantonsverfassungen enthält einen Aufgabenkatalog, der mehr oder weniger präzis Auskunft über den Inhalt kantonaler Tätigkeiten gibt. Vier Kantone (Luzern, Neuenburg, St. Gallen und Tessin) begnügen sich jedoch mit wenigen Grundsätzen zur Aufgabenerfüllung oder mit einer stichwortartigen Auflistung der öffentlichen Aufgaben. Drei ältere Verfassungen (Appenzell Innerrhoden, Wallis und Zug) enthalten gar keine Bestimmungen hierzu. Umgekehrt haben drei Kantone (Aargau, Basel-Landschaft und Thurgau) Verfassungsvorbehalte wie auf Bundesebene festgeschrieben, was bedeutet, dass jedwede Staatsaufgabe, die neu aufgenommen wird, zwingend und vollständig in der Verfassung niedergelegt werden muss. Das erhöht zwar die demokratische Legitimation, da die Bürger Verfassungsänderungen zustimmen müssen. Die Flexibilität der staatlichen Institutionen leidet aber darunter.
Kantonale Kompetenzen werden in der Politikwissenschaft klassisch in Gesetzgebungs-, Finanzierungs- und Vollzugskompetenzen unterteilt. Nachfolgend sind einige typische kantonale Aufgaben aufgelistet, von denen die meisten auf Gesetzgebungskompetenzen beruhen:
- kantonale Staats-, Gerichts- und Verwaltungsorganisation, Gemeindewesen
- öffentliches Personalrecht
- Staatshaftungsrecht
- Enteignungsrecht
- Steuerrecht
- Öffentliche Ordnung und Polizeirecht
- Raumplanung, Baugesetzgebung und Bauordnung
- Natur- und Heimatschutz
- öffentlicher Verkehr und Strassenwesen
- Wasser- und Energieversorgung
- Abwasserreinigung und Abfallentsorgung
- Sozialhilfe, Familie, Jugend und Alter, Integration
- Wohnungwesen
- Gesundheitswesen
- Schulen
- Universität und Fachhochschulen
- Kulturförderung
- Förderung von Freizeit, Sport und Erholung
- Wirtschaftspolizei, Gastgewerbe, Ladenöffnungszeiten
- Förderung der Land- und Forstwirtschaft
- Regalrechte
- Kantonalbank

Aufgrund der grossen Verflechtung zwischen Bund und Kantonen sind die Kantone in diesen Aufgabenbereichen jedoch nicht vollständig autonom.

### Gemeinsame Aufgabenerfüllung durch Bund und Kantone
Obschon die Bundesverfassung von einer binären Aufgabenteilung ausgeht (Bund oder Kanton), steht sie einer gemeinsamen Aufgabenerfüllung nicht explizit entgegen. Bei einer echten Gemeinschaftsaufgabe sind Bund und Kantone für die Erfüllung der Aufgabe gemeinsam verantwortlich. Sie können insbesondere nur gemeinsam die zur Aufgabenerfüllung notwendige Gesetzgebung erlassen. Die Gesetzgebungskompetenz obliegt in solchen Fällen weder dem Bund noch den Kantonen, sondern Bund und Kantonen zusammen. Eine solche Aufgabenzuweisung findet sich in der Bundesverfassung zwar nicht. Diese sieht aber Verpflichtungen zur Zusammenarbeit von Bund und Kantonen vor, um in Bereichen mit parallelen Zuständigkeiten Mehrspurigkeiten, Widersprüche oder Zuständigkeitskonflikte zu vermeiden (siehe dafür Föderale Zusammenarbeit).
Mit der NFA-Reform wurden ausserdem Verbundaufgaben geschaffen. Der Begriff umfasst jene Aufgaben, die im Zuge der Aufgabenentflechtung weder dem Bund noch dem Kanton alleine zugewiesen werden konnten, wie der Natur- und Heimatschutz oder die Regionalpolitik. Der Begriff «Verbund» steht für ein partnerschaftliches Zusammenwirken von Bund und Kantonen. Im Zentrum stehen die gemeinsame Finanzierung und der kooperative Ansatz bei der Umsetzung von Bundesrecht durch die Kantone. Der Bundesrat bezeichnete die Verbundaufgaben deshalb als «eine Kategorie der Umsetzung des Bundesrechts nach Artikel 46 BV». Von den Verbundaufgaben kann ein Harmonisierungsdruck auf die Kantone ausgehen, der sich negativ auf ihre Eigenständigkeit auswirken kann.

### Vorrang des Bundesrechts
Die subsidiäre Generalkompetenz der Kantone hat zur Folge, dass das System der Kompetenzaufteilung lückenlos ist. Alle Aufgaben, die nicht dem Bund zustehen, werden von den Kantonen erfüllt. Das ist jedoch nur theoretisch der Fall: In der Praxis sind die Aufgaben der drei Ebenen eng miteinander verflochten, wobei die genaue Tragweite der eidgenössischen oder kantonalen Kompetenz nicht immer ersichtlich ist. Dazu kommt, dass Bund und Kantone zum Teil entgegengesetzte Ziele verfolgen. Daher lassen sich Konflikte nicht vermeiden. Wenn es zu einer Kollision von Bundesrecht und kantonalem Recht kommt, ist dieses nicht anwendbar.
Vom Vorrang des Bundesrechts – oft sprechen Lehre und Rechtsprechung nicht vom Vorrang, sondern von der derogatorischen (d. h. aufhebenden) Kraft des Bundesrechts – profitieren sämtliche Erlasse des Bundes. Somit gehen Bundesverfassung, Bundesgesetze und Bundesverordnungen kantonalem Recht jeglicher Stufe vor (siehe Normenhierarchie). Im Extremfall müsste also eine kantonale Verfassungsbestimmung einer Bundesratsverordnung weichen. Zum Bundesrecht gehört wegen des monistischen Systems, zu dem sich die Schweiz bekennt, auch das Völkerrecht.

### Bundesaufsicht
Der Bund überprüft laufend, ob das Handeln der Kantone im Rahmen des Bundesrechts erfolgt. Alle Massnahmen, die der Bund zu diesem Zweck trifft, werden unter dem Begriff Bundesaufsicht subsumiert. In einem weiteren Sinn soll die Bundesaufsicht sicherstellen, dass die Kantone jene Aufgaben, die ihnen zugewiesen sind, richtig erfüllen. Primäres Organ der Bundesaufsicht ist der Bundesrat. Er sorgt für die Einhaltung des Bundesrechts (Art. 186 Abs. 4 BV). Das Instrumentarium der Bundesaufsicht beschränkt sich primär auf präventive Massnahmen, ohne dabei Zwang auszuüben. Das wichtigste Aufsichtsmittel ist die Genehmigung kantonaler Erlasse.
Unter Bundesexekution werden sämtliche Aufsichtsmassnahmen zusammengefasst, mit denen der Bund Zwang auf die Kantone ausübt. Darunter fallen Sanktionen, die einen Kanton anregen sollen, seine Aufgaben im Rahmen des Bundesrechts zu erfüllen, oder Interventionen des Bundes, um kantonale Versäumnisse zu beheben. Die Bundesexekution ist somit eine Weiterführung des Bundesaufsicht mit stärkeren Mitteln. Die Bundesversammlung ist zentrales Organ zur Durchsetzung des Bundesrechts. Nur bei Dringlichkeit ist der Bundesrat zuständig (Art. 185 Abs. 4).
Dem Bund stehen im Wesentlichen drei Mittel zur Verfügung, um das Bundesrecht mit Zwang durchzusetzen. Er darf Druck auf die Kantone ausüben, indem er finanzielle Mittel, die er den Kantonen zukommen lassen müsste, zurückhält und sie so zum Handeln bewegt. Das zweite Mittel ist die Ersatzvornahme. Die Ultima Ratio ist der Einsatz militärischer Truppen zur Durchsetzung des Bundesrechts. Dafür zuständig ist die Bundesversammlung, bei Dringlichkeit der Bundesrat. Derartiges Einschreiten ist nur bei Verletzung elementarer Bundespflichten zulässig. Diese militärische Exekution würde gegen die kantonalen Behörden erfolgen, was sie von der Bundesintervention unterscheidet, die zur Unterstützung der Behörden dient. Zu einer militärischen Exekution ist es in der Geschichte der Schweiz noch nie gekommen.

## Föderale Zusammenarbeit

### Zusammenarbeit zwischen Bund und Kantonen
Der Schweizer Föderalismus ist wie der deutsche kooperativ aufgebaut, d. h., gewisse Aufgaben werden von den Gliedstaaten und dem Bund gemeinsam erfüllt. In beiden Staaten gibt es kaum Aufgaben, die ausschliesslich eine Ebene abdeckt. Demgegenüber steht das duale System, das dem Föderalismus der Vereinigten Staaten zugrunde liegt. Dort ist jede Staatsebene für ganz bestimmte Aufgaben zuständig.
Die Zusammenarbeit zwischen Bund und Kanton ist selbstverständlich, vor allem in der Verwaltung. Sie kann in Form von Arbeitskontakten zwischen den Ämtern erfolgen, oder es können Vollzugshilfen des Bundes zuhanden der Kantone sein. Diese Zusammenarbeit zwischen Gliedstaaten und Bund wird kooperativer Föderalismus genannt. Er hat zwei Ausprägungen: den vertikalen und den horizontalen kooperativen Föderalismus.
Der vertikale kooperative Föderalismus meint die (freiwillige) Zusammenarbeit zwischen Bund und Kantonen. In der Rechtsetzung wirken Bund und Kantone in zwei Formen zusammen. Einerseits nehmen die Kantone mit ihren Mitwirkungsrechten Einfluss auf die Rechtsetzung des Bundes. Anderseits ergibt sich die Kooperation als Folge der Delegation von Rechtsetzungskompetenzen des Bundes an die Kantone. Die Kantone setzen des Weiteren das Bundesrecht um. Eine weitere Ausformung der föderalen Zusammenarbeit bilden Subventionen des Bundes an die Kantone.

### Interkantonale Zusammenarbeit
Unter dem horizontalen kooperativen Föderalismus wird das Zusammenwirken von Kantonen ohne Beteiligung des Bundes verstanden, vor allem durch interkantonale Konkordate. Die Anzahl an Konkordaten stieg zwischen 1980 und 2005 kontinuierlich; seitdem stagniert sie auf hohem Niveau. Da sie sämtliche Staatsfunktionen betreffen können, ist es möglich, dass Kantone auch gemeinsame Einrichtungen oder Organisationen schaffen. Vertragspartner sind die Kantone; an einigen Verträgen ist auch das Fürstentum Liechtenstein beteiligt. In diesem Fall handelt es sich um einen völkerrechtlichen Vertrag. Auch der Bund darf Vertragspartner sein (Art. 48 Abs. 2); er erlangt dadurch aber keine neuen Kompetenzen. Ausserdem dürfen Verpflichtungen, die gegenüber anderen Kantonen bestehen, nicht eingeschränkt werden.
An zweiter Stelle stehen die interkantonalen Konferenzen. In bestimmten Themengebieten existieren Direktorenkonferenzen, an denen sich die zuständigen Regierungsräte der betroffenen Kantone austauschen und aktuelle Schwierigkeiten besprechen, so die Finanzdirektorenkonferenz oder die Erziehungsdirektorenkonferenz.
Die interkantonale Zusammenarbeit intensivierte sich in den vergangenen Jahrzehnten und entwickelte sich zu einem Wesensmerkmal des schweizerischen Föderalismus. Die Konkordate ermöglichen eine Rechtsvereinheitlichung in der gesamten Schweiz, ohne dass die Kantone ihre Kompetenzen verlieren, wodurch der Zentralisierung entgegengewirkt wird. Das ist zwar für den Föderalismus ein Gewinn, darunter hat jedoch die Demokratie zu leiden, da das Parlament in den Kantonen nur einen beschränkten Einfluss auf die inhaltliche Ausgestaltung hat: Wie bei völkerrechtlichen Verträgen kann das Parlament im Genehmigungsverfahren das Konkordat lediglich gesamthaft annehmen und verwerfen, nicht aber auf dessen Inhalt Einfluss nehmen.
Zur Stärkung der interkantonalen Zusammenarbeit dient seit 2008 das Haus der Kantone in Bern als Sitz der Direktorenkonferenzen und weiterer Institutionen aus ihrem Umfeld.

### Zusammenarbeit zwischen Kantonen und Gemeinden
Eine Stufe tiefer, zwischen den Kantonen und den Gemeinden, haben sich vergleichbare Formen der vertikalen Zusammenarbeit etabliert. Auch diese ist getragen von dem Gedanken der Subsidiarität und fiskalischen Äquivalenz (siehe Abschnitt Grundsatz). Ebenso kam es zwischen den Gemeinden und den Kantonen seit den 1990er Jahren zu Reformen der Aufgabenteilung. Der Versuch, die Aufgaben optimal zwischen beiden Ebenen aufzuteilen, basierte auf denselben Überlegungen wie bei der NFA-Reform. Vielfach wurden dabei aber Aufgaben auf die Ebene des Kantons verschoben, weil viele Gemeinden zu klein waren, diese selbständig wahrzunehmen beziehungsweise für deren Kosten aufzukommen.
Aus Sicht der Gemeinden wird die Zusammenarbeit mit der Kantonsebene als überwiegend positiv beurteilt. Schweizweit ziehen nur sehr wenige Gemeinden eine negative Bilanz (z. B. die Mehrheit im Kanton Obwalden). Die Zufriedenheit der Gemeinden hat sich in den vergangenen dreissig Jahren kaum verändert.

### Zusammenarbeit zwischen den Gemeinden
Auch zwischen den Gemeinden herrscht eine intensive Zusammenarbeit. Hier steht die gemeinsame Leistungserbringung noch stärker im Vordergrund als bei der Zusammenarbeit zwischen den Kantonen, während Koordination und Politikvereinheitlichung eher sekundär sind. Oft sind die Gemeinden direkt auf die Zusammenarbeit angewiesen, da viele zu klein sind, um gewisse Aufgaben selbständig zu erfüllen. Wie auch auf Bundesebene (Art. 48a BV) können die Gemeinden in gewissen Kantonen zur Zusammenarbeit gezwungen werden. Bereiche, in denen es häufig zu einer interkommunalen Zusammenarbeit kommt, sind Feuerwehr, Alters- und Pflegeheime, Spitex, Sozialhilfe, Energieversorgung, Entsorgung, Abwasser und Kanalisation und schliesslich auch die Schule. Politikwissenschaftliche Erhebungen deuten darauf hin, dass sich die Zusammenarbeit seit den 1990er Jahren verstärkt hat.

### Zusammenarbeit zwischen Bund, Kantonen und Gemeinden
In jüngerer Zeit zeigte sich, dass die klassische Aufteilung der vertikalen Beziehungen zwischen Bund und Kantonen sowie zwischen den Kantonen und ihren Gemeinden nicht in allen Bereichen sinnvoll ist. Gemeinden und Städte wollen vermehrt direkt und nicht über den Kanton, in dem teilweise auch andere politische Mehrheiten bestehen, Einfluss nehmen, und der Bund trifft Entscheidungen, die primär die Gemeinden betreffen. In vielen Fällen sind zudem alle drei Ebenen betroffen.

## Herausforderungen

### Schleichende Zentralisierung
In der Schweiz kann seit dem Ersten Weltkrieg eine sukzessive Übernahme von Aufgaben durch den Bund zulasten der Kantone und ihrer Aufgabenautonomie beobachtet werden. Dieser Prozess wird als schleichende Zentralisierung bezeichnet. Sie erreichte ihren Höhepunkt in der Zeit von 1910 bis 1950, besteht aber seitdem fort. Im Zeitraum 2011–2016 verlangten föderalismusrelevante parlamentarische Vorstösse in National- und Ständerat in ca. 70 % der Fälle eine Zentralisierung im adressierten Aufgabenbereich, ca. 9 % zielten auf eine dezentrale Lösung ab. Zunehmend dringt der Bund in Bereiche vor, die eigentlich eine «kantonale Kernkompetenz» sind. Die Zentralisierung ist einer der Hauptgründe, weshalb die Lehre den Föderalismus als den am stärksten gefährdeten staatlichen Grundwert erachtet.
Eine Zentralisierung der Aufgaben ist nicht in allen Sachbereichen gleich zu beobachten. Während sie bei der Rechtsetzung am stärksten war und ist, ist sie im fiskalischen und im administrativen Bereich deutlich weniger ausgeprägt. Anders gesagt erfolgt die primäre Rechtsetzung, also der direkte Erlass von Rechtsnormen, immer öfter auf Bundesebene. Die Kantone geniessen jedoch noch immer einen vergleichsweise grossen Spielraum in der Umsetzung dieses Rechts und sind fiskalisch ziemlich autonom. Im Vergleich mit anderen föderalen Staaten kann die Schweiz noch immer als stark dezentralisiertes Land charakterisiert werden.
Die Bundeszuständigkeiten wachsen kontinuierlich, und oft vermischen sie sich mit kantonalen Aufgaben – dieser Entwicklung vermochte die NFA nicht abzuhelfen. Es sind jedoch nicht nur die immer umfassenderen Kompetenzen des Bundes, die ein zunehmend grösseres Problem darstellen. Sowohl die Bundesverwaltung als auch die Bundesversammlung pflegen die Bundeskompetenzen umfassend auszulegen. Immer häufiger trifft der Bund Regulierungen in Sachbereichen, in denen keine expliziten Vorbehalte für kantonale Zuständigkeiten existieren. Damit wird das Gebot der Einzelermächtigung umgangen. Zentralisierende Effekte gehen auch von zu detaillierten, engmaschigen Anweisungen der Bundesverwaltung an die Kantone aus. Ausserdem fordert das Volk durch Teilrevisionen der Bundesverfassung immer häufiger zentralistische Lösungen (siehe z. B. das Verhüllungsverbot oder die Zweitwohnungsinitiative). Allgemein ist eine zunehmende Skepsis gegenüber kantonalen und regionalen Regelungen festzustellen.
Die Verfassung kann dieser Entwicklung nicht entgegentreten und versagt als Bremse der Zentralisierung, solange sich die Kantone nicht gegen Bundesgesetze (und darauf gestützte Verordnungen) zur Wehr setzen können (Art. 190 BV). An diesem fehlenden Rechtsschutz wird auch ersichtlich, dass der Föderalismus der Rechtsstaatlichkeit nicht gleichgestellt ist. Die Bürger der Schweiz können per Beschwerde an den Europäischen Gerichtshof für Menschenrechte Menschenrechtsverletzungen geltend machen. Dagegen fehlt ein vergleichbares Instrument, mit dem die Kantone Verletzungen der Subsidiarität oder der Souveränität anfechten könnten.
Die Zentralisierungstendenzen hängen mit verschiedenen Faktoren zusammen. Dazu zählen unter anderem die Modernisierung, die die westliche Welt zu Beginn des 20. Jahrhunderts durchlief, die Globalisierung nach dem Zweiten Weltkrieg, aber ebenfalls die zunehmende Identifikation der Bürger mit dem Bund und das zunehmende Verlangen nach einheitlicher, sozialer Wohlfahrt werden als langfristige Ursachen angesehen. Im Fall der Schweiz spielte noch ein anderer Faktor eine wesentliche Rolle: Während der Bund in den ersten Jahren nach 1848 verschuldet war, löste er sich von seiner finanziellen Abhängigkeit der Kantone mit dem Beginn des 20. Jahrhunderts. Dadurch verloren die Kantone ihre Machtposition dem Bund gegenüber, und durch die Subventionen, die er ihnen erteilte, fielen die Kantone stärker in dessen Abhängigkeit.

### Internationalisierung
Seit dem Ende des Zweiten Weltkriegs prägen Globalisierung und Europäisierung das Recht und die Politik der Schweiz massgeblich. Zunehmend wird die Rechtsetzung auf eine globale Ebene verlagert. Quantitativ hat das Völkerrecht das Bundesrecht seit längerer Zeit überholt. Während das Völkerrecht in seinen Anfängen überwiegend Vorgaben über die Gestaltung der Aussenbeziehungen machte, bestimmt es vermehrt Rahmenbedingungen für die innerstaatliche Politik, wodurch das Landesrecht an Gestaltungsmacht einbüsst.
Die Aussenpolitik ist die Prärogative des Bundes. Er kann völkerrechtliche Verträge in Bereichen abschliessen, für die innerstaatlich die Kantone zuständig sind, sofern er die Subsidiarität beachtet. Da die Rechtsetzung vermehrt auf internationaler Ebene geschieht, geht die Internationalisierung des Rechts mit einem Kompetenzverlust der Kantone einher. Während das Ständemehr auf Landesebene als Bremse der Zentralisierung wirken kann, haben die Kantone keinerlei Einfluss auf die internationale Rechtsetzung – ausser ein völkerrechtlicher Vertrag untersteht dem obligatorischen Referendum, was aber so gut wie nie vorkommt. Auf diese Entwicklung reagierte der Verfassungsgeber. Der Bund muss auf die Kantone Rücksicht nehmen sowie ihre Interessen berücksichtigen (Art. 54 BV). Zudem können die Kantone eigene völkerrechtliche Verträge unterzeichnen (Art. 55 BV). Die Kantone reagierten ihrerseits. Im Zentrum steht die 1993 geschaffene Konferenz der Kantone. Sie dient den Kantonen als Sprachrohr dem Bund gegenüber; im Idealfall sprechen die Kantone mit einer Stimme.
Der Trend zu einer Zentralisierung des Landesrechts, insbesondere des kantonalen Rechts, zugunsten des Völkerrechts wird sich eher verstärken als abnehmen. Bei einer Annäherung der Schweiz an die Europäische Union wirkt sich negativ aus, dass die Schweiz in Brüssel (Europäischer Rat, EU-Parlament) nicht mitbestimmen kann, da sie nicht in den Rechtsetzungsprozess integriert ist. Den Kantonen fehlt überdies ein direkter Zugang zur EU-Bürokratie, der durch Institutionen abgesichert ist; jede Einflussnahme ihrerseits müsste über den Bund oder informell erfolgen.

### Verflechtung der Aufgaben und Zuständigkeiten
Neben der Zentralisierung stellt auch die Verflechtung der Aufgaben eine Herausforderung dar. Es ist zunehmend unklar, ob der Bund für die Erfüllung einer Aufgabe zuständig und verantwortlich ist oder ob es die Kantone sind – insbesondere dort, wo eine Aufgabe von beiden Ebenen finanziert wird. Das sieht man bei den Programmvereinbarungen, die der Bund mit den Kantonen abschliesst und mit denen er die Kantone finanziell bei der Umsetzung des Bundesrechts unterstützt. Diese Entwicklung ist problematisch, denn sie birgt das Risiko, dass Zuständigkeiten vermischt und Lasten auf die Kantone verschoben werden. Durch die Finanzierung des Bundes erweitert sich sein Einflussbereich, was die Gestaltungsmöglichkeiten der Kantone schwächen kann.

### Föderales Ungleichgewicht
In den letzten Jahrzehnten wurden die kantonalen Verhältnisse hinsichtlich der Bevölkerungszahl sowie der Wirtschafts- und Finanzkraft zunehmend uneinheitlicher – noch uneinheitlicher, als sie es zu Zeiten der Bundesstaatsgründung waren. Nun werden vermehrt Stimmen laut, die deswegen die rechtliche Gleichstellung der Kantone kritisieren. Im Fokus steht dabei das Ständemehr, das die bevölkerungsschwachen Kantone der Zentral- und der Ostschweiz zulasten der Westschweiz privilegiere und zu einem problematischen Ungleichgewicht der Stimmkraft zwischen den Stimmbürgern führe. Eine Reform und eine mögliche Abschaffung des Ständemehrs zeichnen sich jedoch nicht ab. Zum einen besteht ein weitgehender Konsens, dass am Ständemehr als einem Grundpfeiler des schweizerischen Föderalismus nicht gerüttelt werden soll. Da ausserdem jede Änderung des gegenwärtigen Zustandes bei der abschliessenden Abstimmung auf das Erreichen des Ständemehrs angewiesen wäre, ist eine Abschaffung dieser Regelung unrealistisch. Zum anderen ist der «Leidensdruck» noch zu gering, was daran liegen dürfte, dass Vorlagen, die vom Volk angenommen werden, nur selten am Ständemehr scheitern. Seit 1891 (Einführung der Volksinitiative auf Teilrevision der Bundesverfassung) sind es insgesamt 10 Vorlagen (Stand: Juni 2024).
Aus diesem Ungleichgewicht erwachsen auch demokratiepolitische Schwierigkeiten. In der Rechtsetzung auf Bundesebene nimmt die Bedeutung der kleinen Kantone im Vergleich mit den grösseren Kantonen zu. Dadurch kommt es häufiger zu Konflikten zwischen den beiden Grundsätzen, dass jeder Bürger die gleiche Stimme und dass jeder Kanton dasselbe Gewicht hat. Heute könnten theoretisch weniger als 9 % der Bevölkerung (wenn die 11,5 kleinsten Kantone dasselbe Votum abgeben) eine Verfassungsänderung umstossen, die von der Bevölkerungsmehrheit befürwortet wird. Dies trägt unter anderem dazu bei, dass föderale Lösungen in der Schweiz zunehmend an Akzeptanz verlieren.

### Ökonomisierung
In den 1990er Jahren setzte eine Tendenz ein, die staatliche Aufgabenerfüllung nur nach der Wirtschaftlichkeit zu beurteilen (New Public Management). Die Effizienz wird seitdem zunehmend zum alleinigen Massstab erhoben, welche Ebene eine Aufgabe erfüllen soll. Dieser Paradigmenwechsel bedroht den Föderalismus, denn davon können zentralisierende Effekte ausgehen, die die Subsidiarität missachten. Der Effizienzdruck birgt auch die Gefahr, dass Lasten vom Bund auf die Kantone und von den Kantone auf die Gemeinden abgeschoben werden, was im Hinblick auf die fiskalische Äquivalenz problematisch ist. Durch diese Ökonomisierung wird der Wettbewerb zwischen den Kantonen zusätzlich angeheizt, wodurch die bundesstaatliche Solidarität geschwächt werden könnte.

### Historisch
- Rainer J. Schweizer, Ulrich Zelger: Föderalismus. In: Historisches Lexikon der Schweiz.
- Alfred Kölz: Neuere schweizerische Verfassungsgeschichte.
  - Ihre Grundlinien vom Ende der Alten Eidgenossenschaft bis 1848. Band 1. Stämpfli, 1992, ISBN 978-3-7272-9380-1.
  - Ihre Grundlinien in Bund und Kantonen seit 1848. Band 2. Stämpfli, Bern 2004, ISBN 978-3-7272-9455-6.

- Dieter Freiburghaus, Felix Buchli: Die Entwicklung des Föderalismus und der Föderalismus-Diskussion in der Schweiz von 1874 bis 1964. In: Swiss Political Science Review. Band 9, Nr. 1, April 2003, doi:10.1002/j.1662-6370.2003.tb00399.x.

### Staatsrechtlich
- Pierre Tschannen: Staatsrecht der Schweizerischen Eidgenossenschaft. 5. Auflage. Stämpfli, Bern Juni 2021, ISBN 978-3-7272-8928-6, S. 241–379.
- Giovanni Biaggini: BV Kommentar. Bundesverfassung der Schweizerischen Eidgenossenschaft. 2. Auflage. Orell Füssli, Zürich 2017, ISBN 978-3-280-07320-9.
- Oliver Diggelmann, Maya Hertig Randall, Benjamin Schindler (Hrsg.): Verfassungsrecht der Schweiz / Droit constitutionnel suisse. Band 1. Schulthess. Zürich/Basel/Genf 2020, ISBN 978-3-7255-7995-2, S. 531–815.
- Andreas Auer: Staatsrecht der schweizerischen Kantone. 1. Auflage, Stämpfli, Bern 2016, ISBN 978-3-7272-3217-6.
- Jürg Marcel Tiefenthal: «Vielfalt in der Einheit» am Ende? Aktuelle Herausforderungen des schweizerischen Föderalismus. EIZ, Zürich 2021, ISBN 978-3-03805-402-3.

### Politikwissenschaftlich
- Adrian Vatter: Das politische System der Schweiz. 4. Auflage, Nomos, Baden-Baden 2020, ISBN 978-3-8487-6564-5, S. 431–480.
- Adrian Vatter: Swiss federalism: the transformation of a federal model. 2018, ISBN 978-1-138-29427-1
- Andreas Ladner: Überlegungen und empirische Befunde zur territorialen Gliederung und der Organisation der staatlichen Aufgabenerbringung in der Schweiz. IDHEAP, Lausanne 2018, ISBN 978-2-940390-90-8 (andreasladner.ch [PDF; 6,0 MB]).
- Rahel Freiburghaus: Lobbyierende Kantone. Subnationale Interessenvertretung im Schweizer Föderalismus (= Politik und Demokratie in den kleineren Ländern. Band 19). Nomos, Bern 2024, ISBN 978-3-7560-1408-8 (Open Access).
- Paolo Dardanelli, Sean Mueller: Dynamic De/Centralization in Switzerland, 1848–2010. In: Publius. The Journal of Federalism. Band 49, Nr. 1, 1. Januar 2019, ISSN 0048-5950, doi:10.1093/publius/pjx056.